# Rettungsgasse

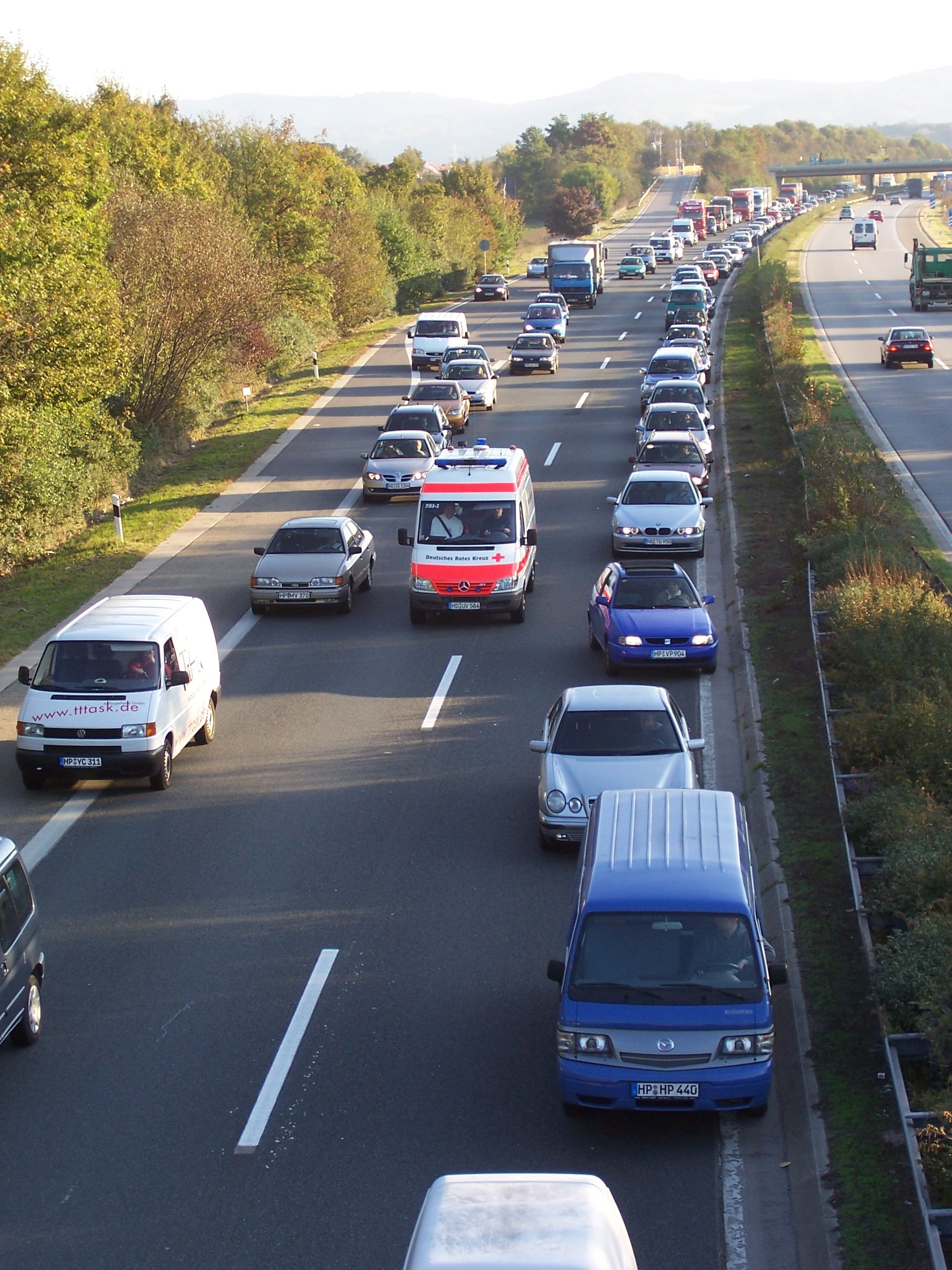
Ein Rettungswagen befährt eine Rettungsgasse auf der BAB 659

Rettungsgasse ist in der deutschen Sprache ein stehender Begriff geworden, der in der deutschen Straßenverkehrs-Ordnung amtlich als freie Gasse, in der österreichischen Straßenverkehrsordnung seit 2012 auch als Rettungsgasse bezeichnet wird. Damit ist der von den Verkehrsteilnehmern zu schaffende Fahrweg für Rettungskräfte bei einem Stau oder bei einem Verkehrsfluss in Schrittgeschwindigkeit auf mehrstreifigen Richtungsfahrbahnen gemeint. Sie ist bei jedem Stau in ausreichender Breite – auch für große Feuerwehrfahrzeuge, Bergefahrzeuge oder witterungsbedingt auch für breitere Straßendienstfahrzeuge beispielsweise mit Schneepflug – zu bilden, unabhängig davon, ob sich Rettungskräfte nähern oder nicht. Die Rettungsgasse ist (in den DACH-Ländern) bei mindestens zwei Fahrstreifen für eine Richtung zwischen dem am weitesten links gelegenen und dem unmittelbar rechts daneben liegenden Fahrstreifen zu bilden.

## Effizienz
Die Rettungsgasse kann bei schweren Unfällen lebensrettend sein. Durch ein schnelleres Erreichen der Unfallstelle durch die Rettungskräfte erhöht sich die Überlebenschance lebensbedrohlich Verletzter. Entsprechende Merkblätter sprechen davon, dass ein um vier Minuten schnelleres Eintreffen der Rettungskräfte die Überlebenschance um bis zu 40 % erhöht. Darüber hinaus könnte die Einsatzstelle umso schneller geräumt werden, je rascher die Rettungskräfte vor Ort sind, wodurch die Verkehrsteilnehmer ihre Fahrt früher fortsetzen können.
Eine österreichische Studie, die etwa zwei Jahre nach Einführung erstellt wurde, stellt dagegen „keine wesentliche Zeitersparnis“ bei der Anfahrt zur Einsatzstelle fest. „Von den Einsatzkräften der niederösterreichischen Feuerwehren wurden insgesamt 76 Erhebungsprotokolle ausgefüllt, wobei bei der Hälfte (50 %) dieser dokumentierten Einsätze das Funktionieren der Rettungsgasse als „sehr gut“ oder „gut“ eingeschätzt wurde und bei der anderen Hälfte als „eher schlecht“ oder „sehr schlecht“. Grundsätzlich funktionierte die Bildung der Rettungsgasse auf zweistreifigen Autobahnen und Schnellstraßen besser als auf drei- beziehungsweise vierstreifigen Streckenabschnitten“.

## Begriff
Wer namensgebend für den Begriff Rettungsgasse war, ist nicht bekannt. Früher, ehe das Wort Straße in der deutschen Sprache allgemein verbreitet war, nannte man Wege in einem Ort Gassen (got. gatvô; lettisch: gatwa = Weg zwischen zwei Zäunen, Durchgang; engl. gate = Tor, Weg, dän. gat, Loch), während Straße nur für die Bezeichnung von den Verkehrswegen zwischen zwei Orten gebraucht wurde. Gegenwärtig versteht man unter „Gassen“ aber nur noch die kleineren und engeren Wege zwischen den Häusern, während die längeren und breiteren „Straßen“ heißen. „Gassen“ als Straßennamen sind insbesondere in Österreich noch weit verbreitet.
Das Lemma „Gasse“ taucht erstmals in Deutschland im § 18 Abs. 9 StVO des Jahres 1971 auf, wo es heißt, „Stockt der Verkehr auf Autobahnen oder Kraftfahrstraßen, so müssen die Fahrzeuge für die Durchfahrt von Polizei- und Hilfsfahrzeugen in der Mitte der Fahrbahn eine freie Gasse bilden“.
Das Lexem „Gasse“ im Determinativkompositum „Rettungsgasse“ suggeriert eher einen schmalen Weg, jedoch müssen gegebenenfalls breite Feuerwehrfahrzeuge passieren können.

## Rettungsgasse in Deutschland

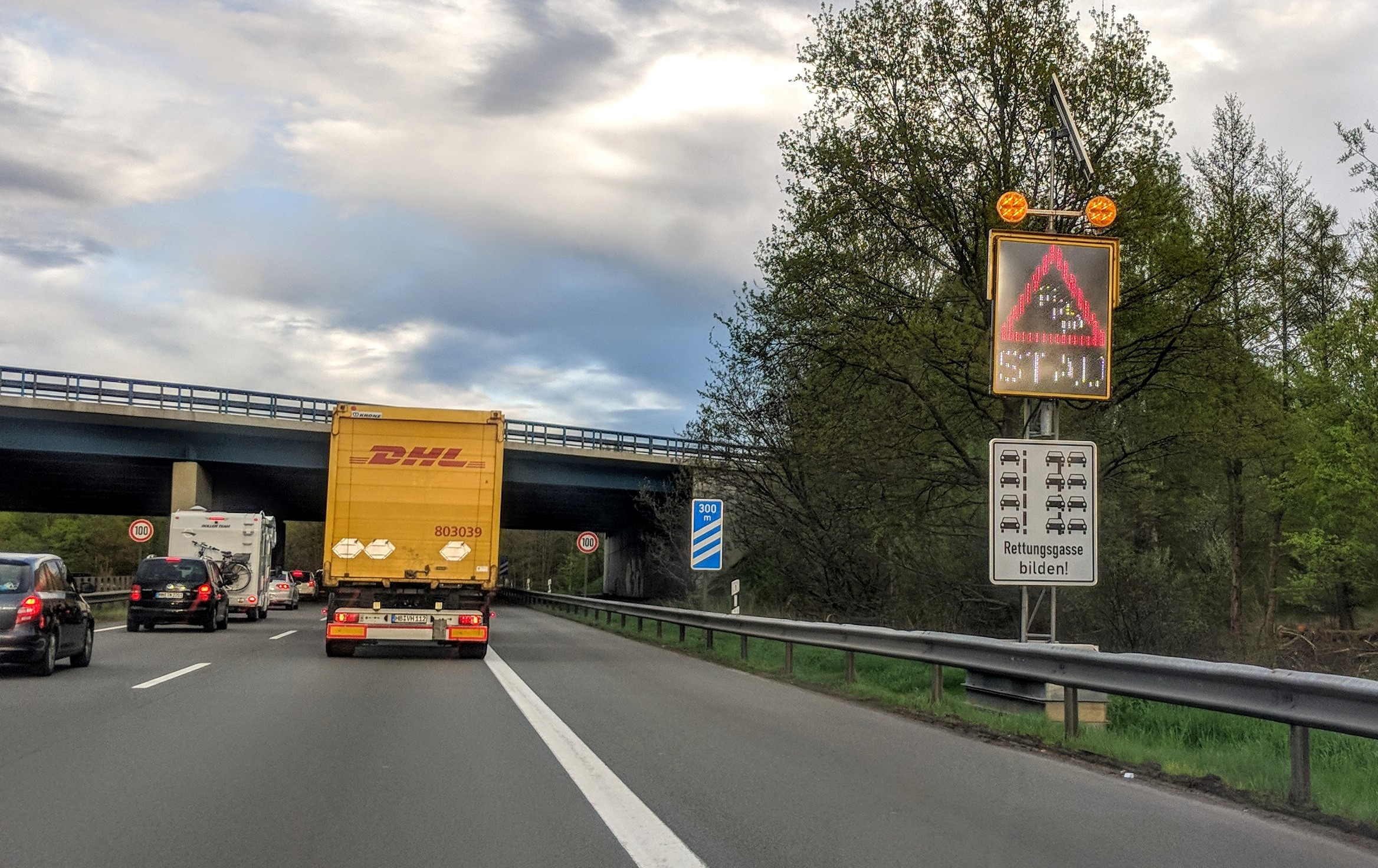
Hinweise zur Bildung der Rettungsgasse in staugefährdeten Bereichen

Bei Verkehrssituationen, die zu einem Rückstau führen, haben die Verkehrsteilnehmer des linken Fahrstreifens ihre Fahrzeuge ganz an den linken Fahrbahnrand zu lenken. Verkehrsteilnehmer auf dem rechten Fahrstreifen haben ihre Fahrzeuge ganz an den rechten Fahrbahnrand zu lenken; der Standstreifen (falls vorhanden) gehört streng genommen nicht zur Fahrbahn und ist daher nicht zu befahren, siehe weiter unten. Damit bildet sich zwischen den beiden Fahrzeugkolonnen eine für Einsatzfahrzeuge reservierte Fahrspur. Bei mehreren Fahrstreifen befindet sich die Rettungsgasse immer rechts des am weitesten links befindlichen Fahrstreifens. (Vor dem 14. Dezember 2016 war die Rettungsgasse bei vier Fahrstreifen in der Mitte zu bilden.)

### Regelung seit 2016
Geregelt ist die Rettungsgasse in § 11 Abs. 2 (StVO). Dieser lautet seit dem 14. Dezember 2016:

„Sobald Fahrzeuge auf Autobahnen sowie auf Außerortsstraßen mit mindestens zwei Fahrstreifen für eine Richtung mit Schrittgeschwindigkeit fahren oder sich die Fahrzeuge im Stillstand befinden, müssen diese Fahrzeuge für die Durchfahrt von Polizei- und Hilfsfahrzeugen zwischen dem äußerst linken und dem unmittelbar rechts daneben liegenden Fahrstreifen für eine Richtung eine freie Gasse bilden.“

### Geltungsbereich
Die Vorschrift gilt demnach nicht generell auf mehrspurigen Kraftfahrstraßen  (umgangssprachlich Schnellstraßen). Außerortsstraßen sind umgangssprachlich Landstraßen, also Straßen außerhalb einer geschlossenen Ortschaft. Auf innerörtlichen mehrspurigen Kraftfahrstraßen besteht keine Verpflichtung zur Bildung einer Rettungsgasse.
Ein Fahrzeug mit Wegerecht ordnet mittels Blaulicht und Martinshorn an, sofort freie Bahn zu schaffen.

Bildung einer Rettungsgasse in Deutschland
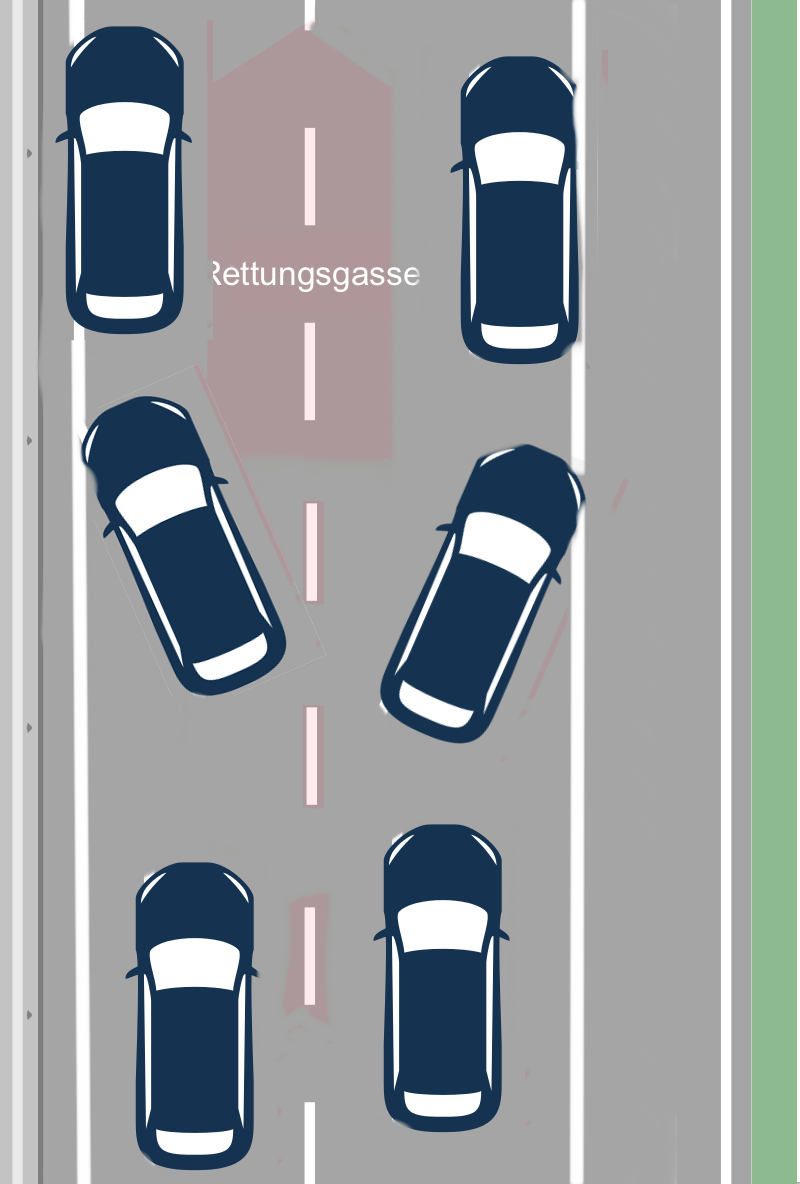
Rettungsgasse wird gebildet
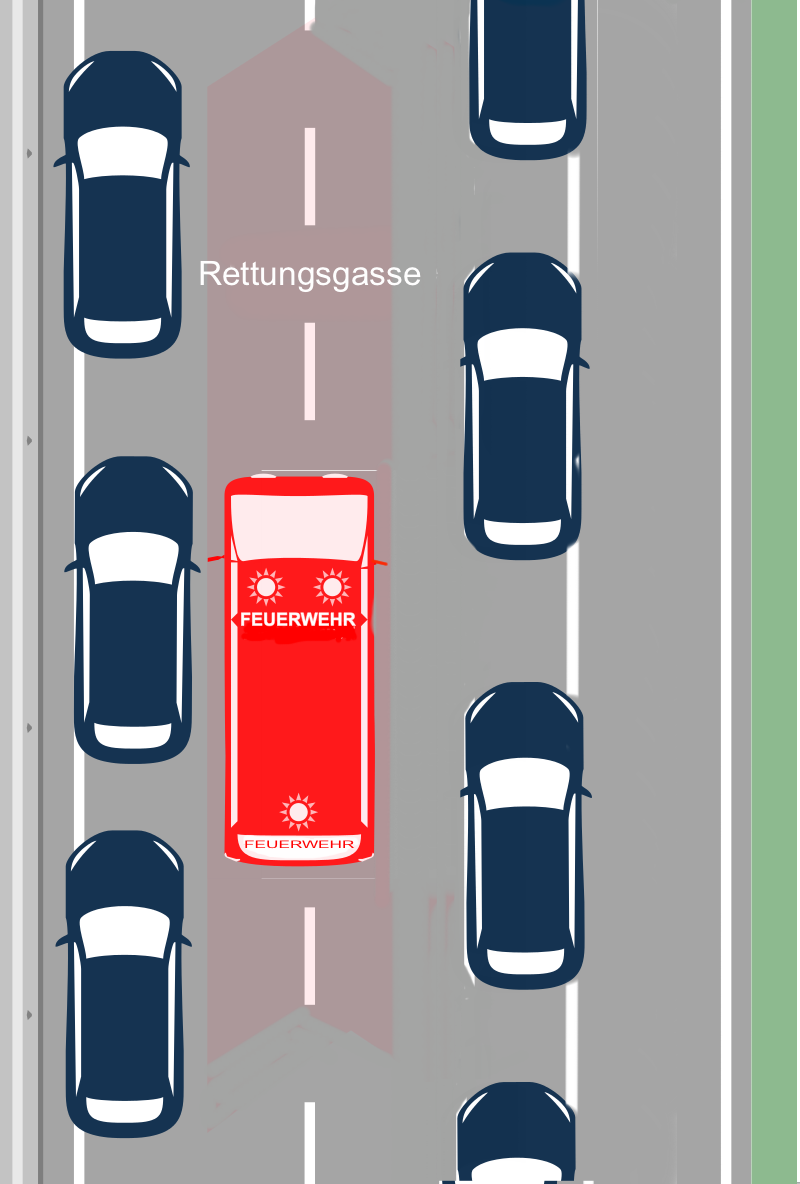
Rettungsgasse bei zwei Fahrstreifen
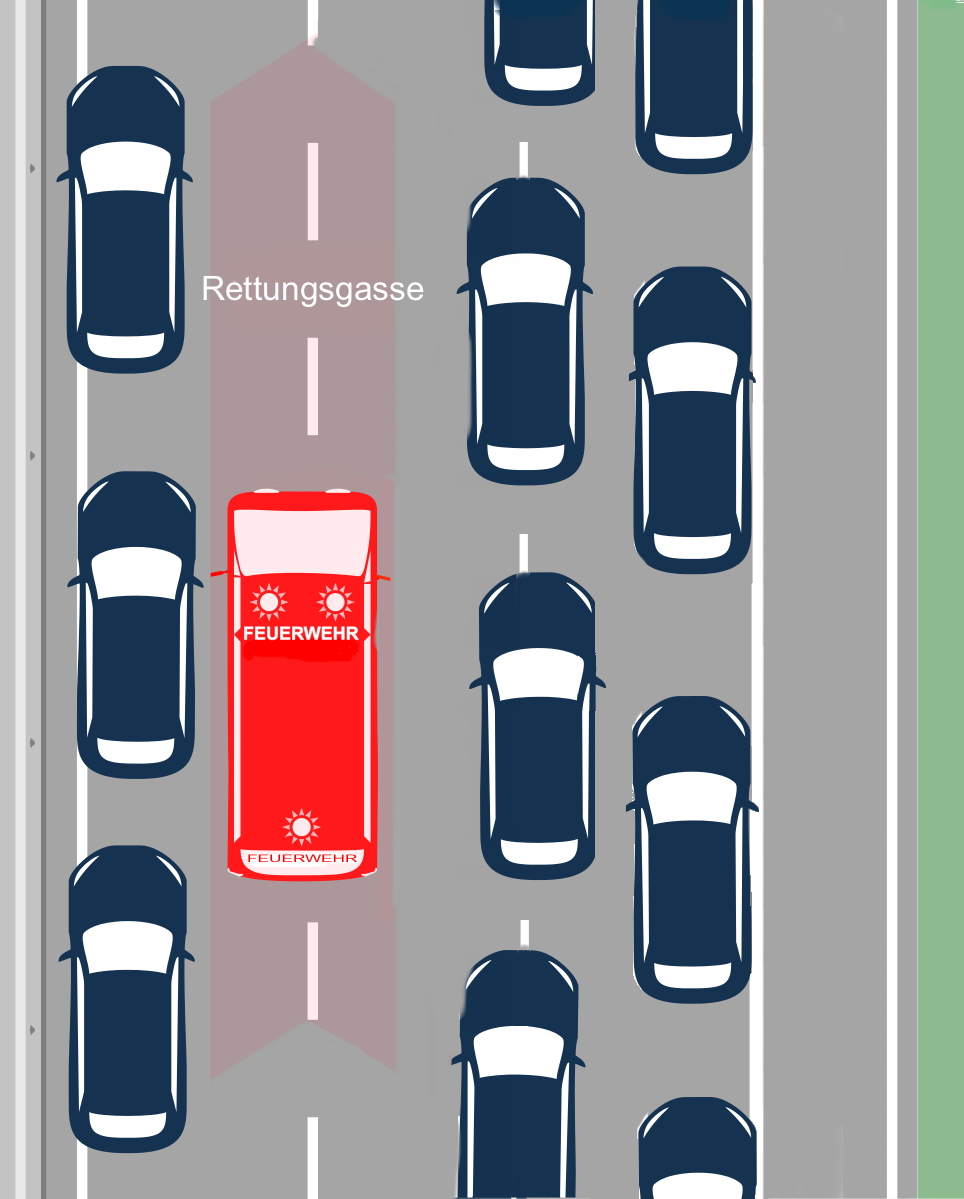
Rettungsgasse bei drei Fahrstreifen
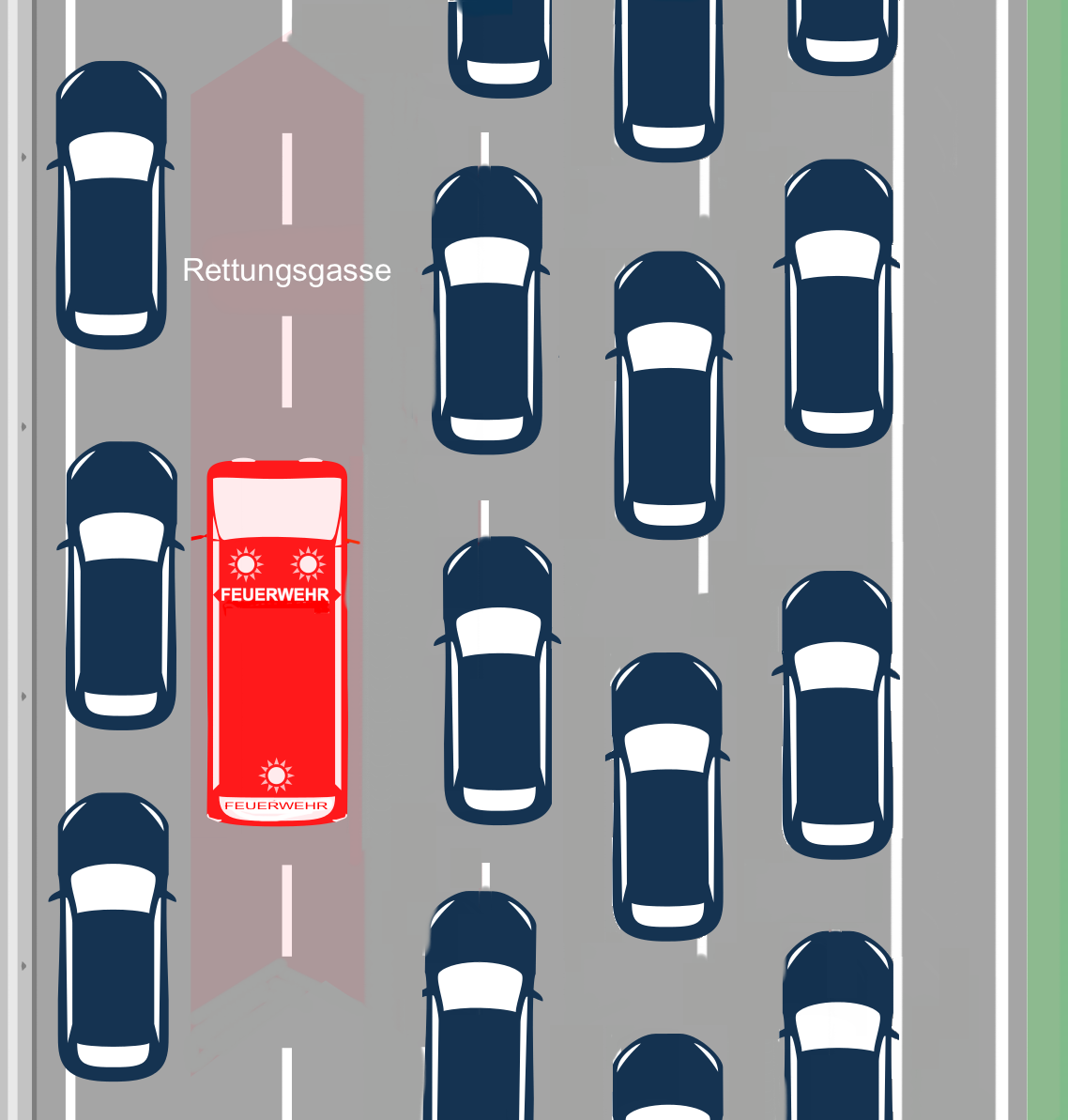
Rettungsgasse bei vier Fahrstreifen
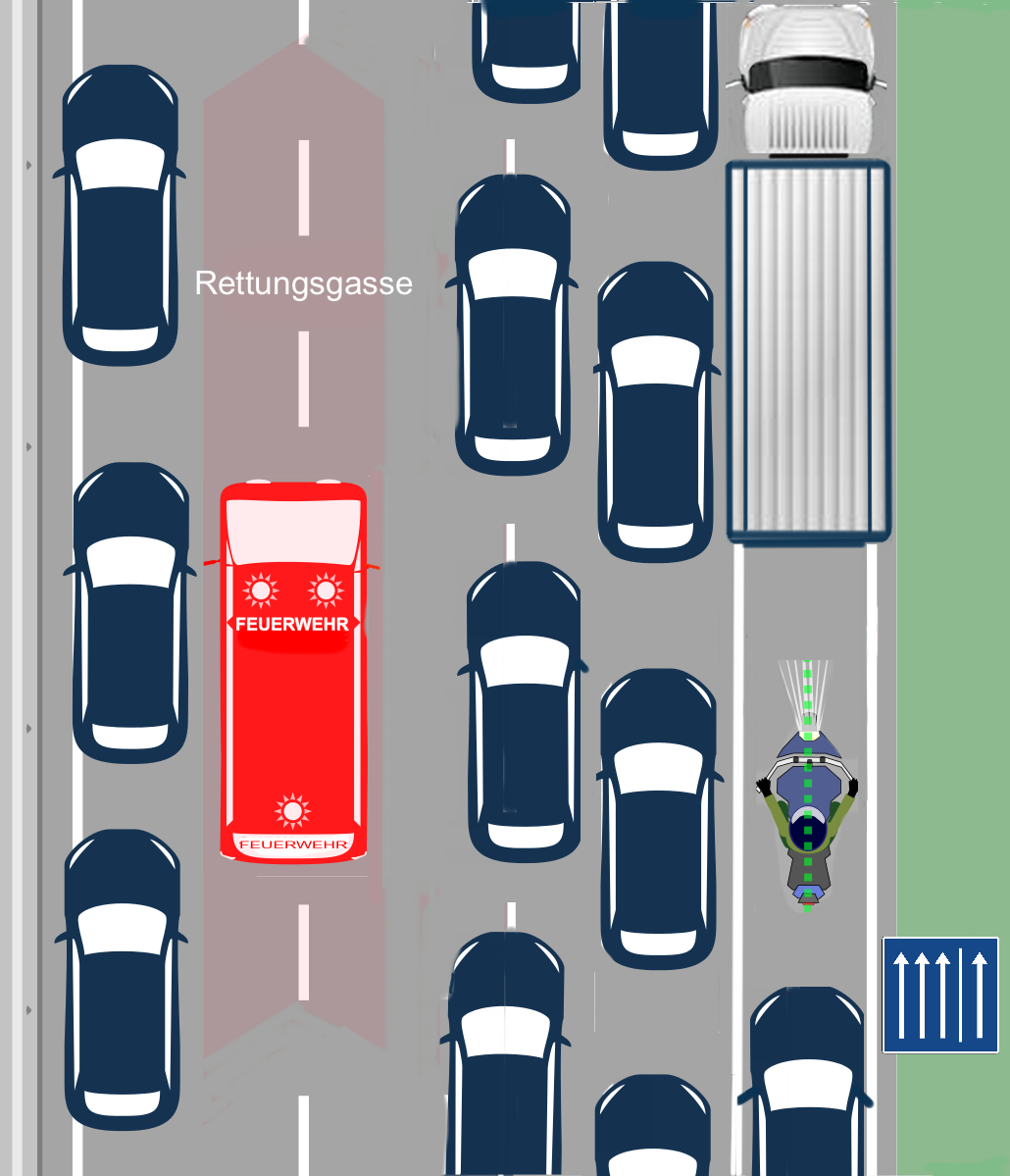
Rettungsgasse bei erlaubtem Befahren des Seitenstreifens durch Zeichen 223.1

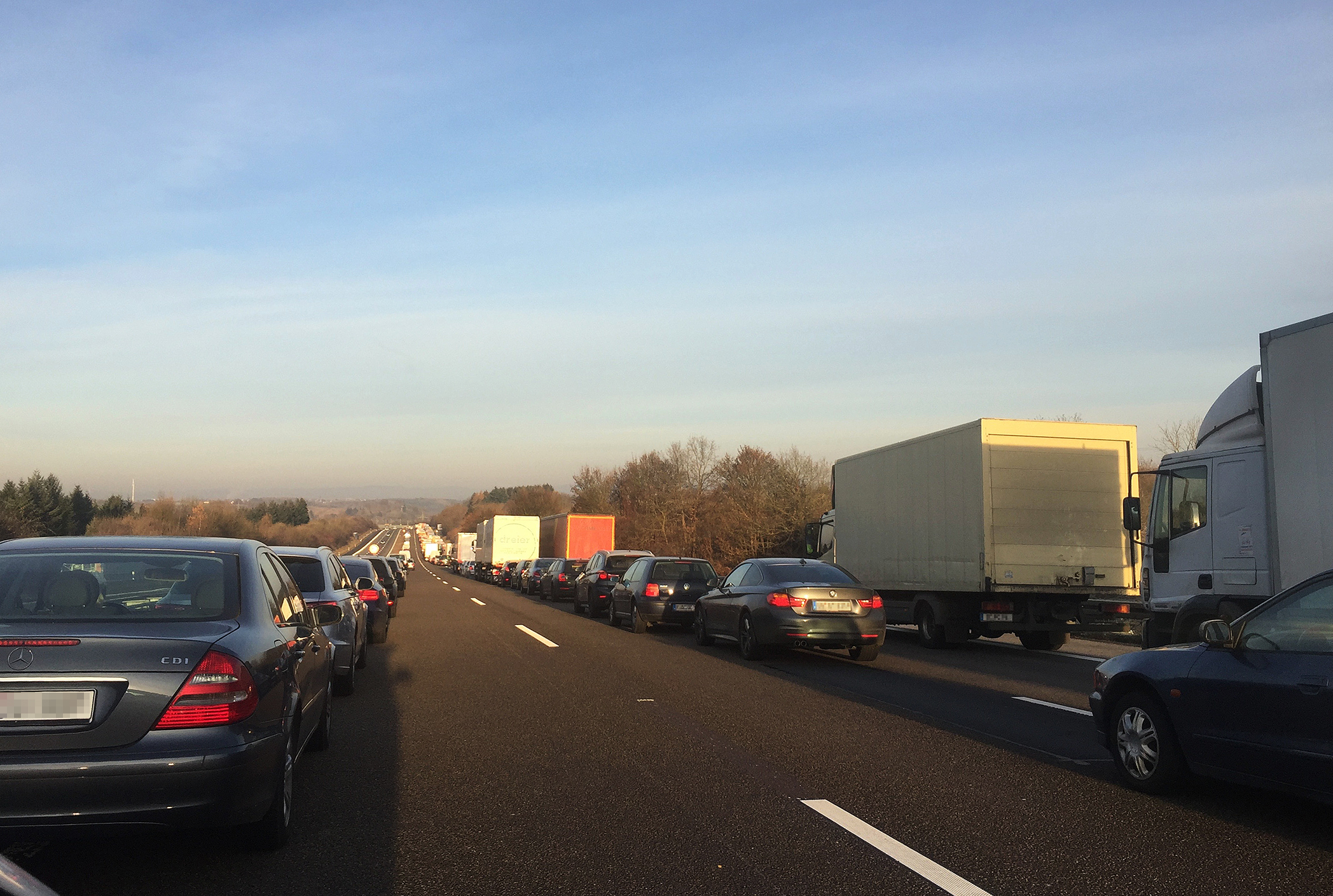
Vorbildliche Rettungsgasse

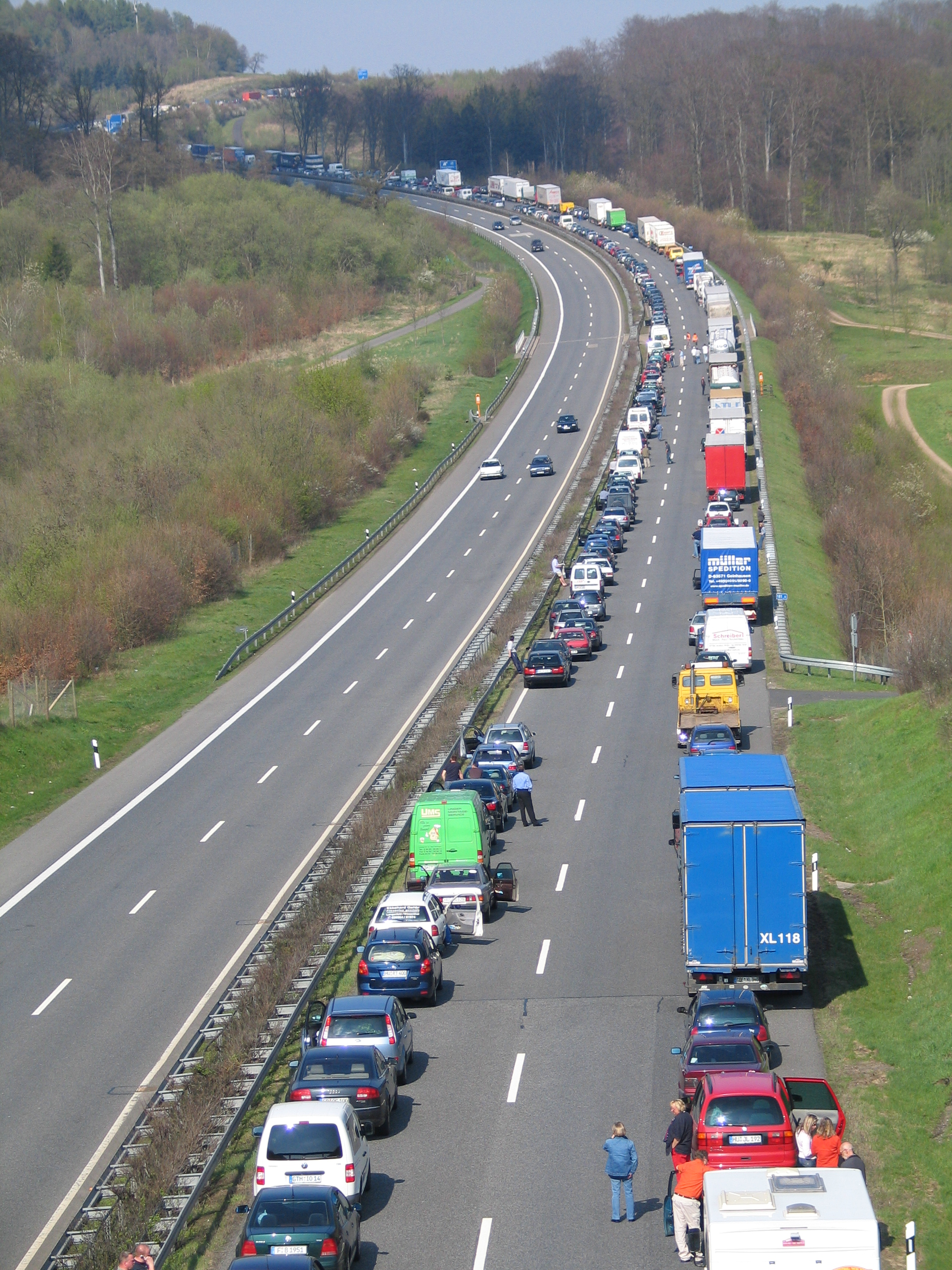
Rettungsgasse zwischen zwei Fahrstreifen auf der BAB 66

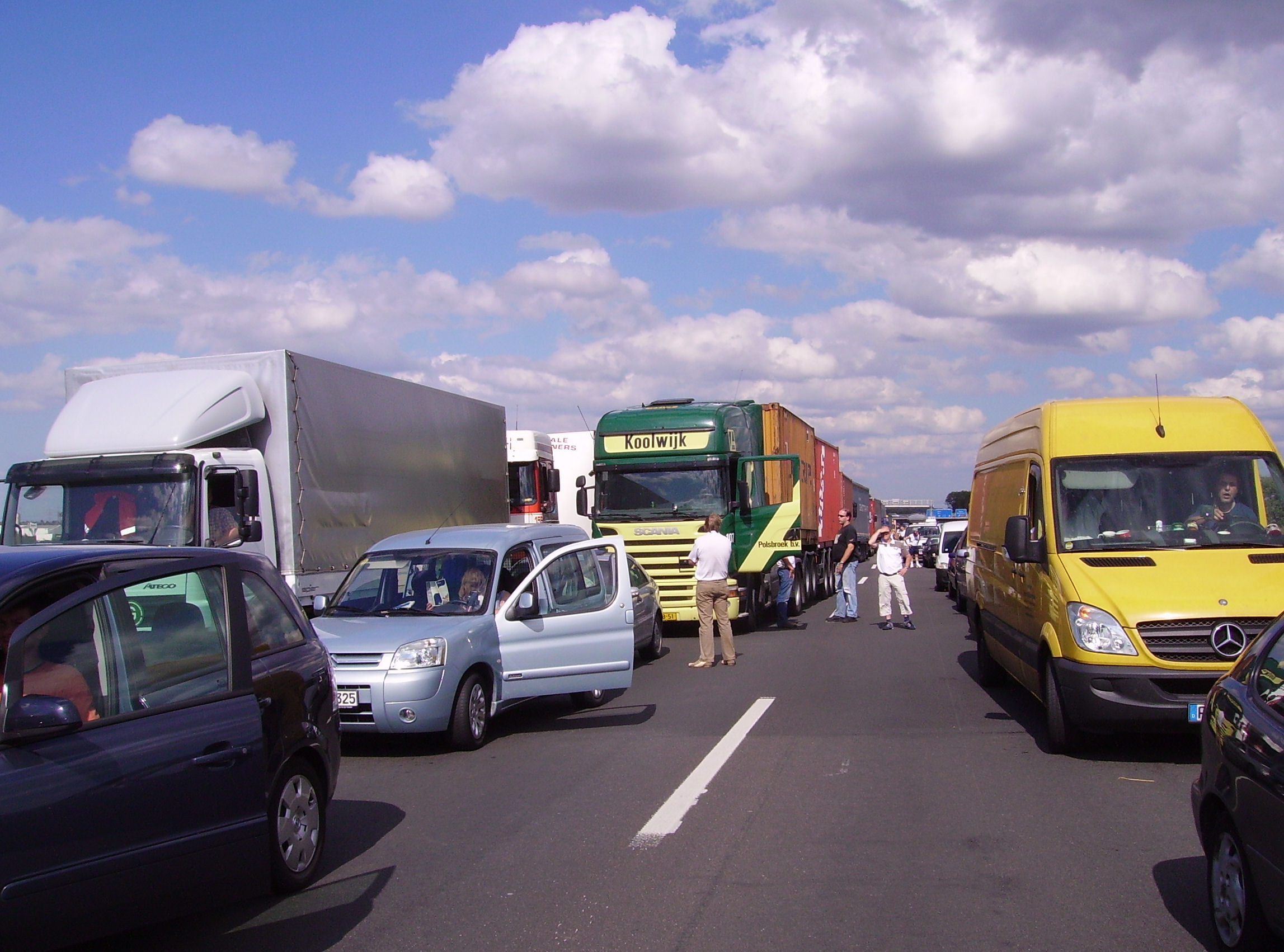
Keine ausreichende Rettungsgasse durch Lkw auf mittlerem Fahrstreifen, Fußgänger, offene Fahrzeugtüren und fehlendem Rangierabstand zwischen den Fahrzeugen

### Seitenstreifen
Der Seitenstreifen („Standstreifen“) gilt gemäß § 2 Straßenverkehrs-Ordnung (StVO) nicht als Bestandteil der Fahrbahn und darf deshalb nicht regulär befahren werden. Nur im Ausnahmefall darf bei Schrittgeschwindigkeit und entsprechend vorsichtiger Fahrweise die durchgehende Fahrbahnbegrenzungslinie zum Seitenstreifen überfahren werden, wenn nur dadurch eine ausreichend breite Rettungsgasse gebildet werden kann. Der Seitenstreifen darf hingegen benutzt werden, wenn er durch das Verkehrszeichen 223.1  zum regulären Befahren freigegeben ist oder die Fahrzeuge durch die Polizei dorthin geleitet werden.
In zahlreichen Veröffentlichungen, selbst durch den Deutschen Verkehrssicherheitsrat, wird zur generellen Benutzung des Seitenstreifens bei der Bildung einer Rettungsgasse aufgerufen, was jedoch durch die Straßenverkehrs-Ordnung nicht gedeckt ist, wie auch von Obergerichten bestätigt worden ist.

„Nutzt ein Einsatzfahrzeug der Polizei, das zu einem Verkehrsunfall auf einer Bundesautobahn gerufen worden ist, den Seitenstreifen, ist die Nutzung des Seitenstreifens von dem Sonderrecht des § 35 Abs. 1 StVO gedeckt, ohne dass es darauf ankommt, ob sich zwischenzeitlich bereits Rettungsgassen gebildet haben. Kollidiert ein Pkw, der beim Wechsel von der mittleren auf die rechte Fahrspur einer Autobahn über die Begrenzungslinie hinaus auf den Seitenstreifen gerät, mit einem dort nur mit mäßiger Geschwindigkeit (hier: 45–50 km/h) und Blaulicht fahrenden Einsatzfahrzeug der Polizei, haftet der den Fahrstreifen wechselnde Pkw für den Unfall allein.“

Daraus folgt, dass Einsatzfahrzeuge nicht verpflichtet sind, die Rettungsgasse zu benutzen. Sie können – selbst wenn sich bereits eine Rettungsgasse gebildet hat – ebenso den Seitenstreifen benutzen.
Einsatzkräfte benutzen den Seitenstreifen allerdings nur ungern, und nur auf kurzen, überschaubaren Abschnitten zwischen Auffahrt und Einsatzstelle.

### Schrittgeschwindigkeit
Die Änderung des § 11 Abs. 2 StVO hat die zuvor geltende Regelung, wonach bei „stockendem Verkehr“ (einem in Deutschland unbestimmten Rechtsbegriff) eine Rettungsgasse gebildet werden musste, auf „Schrittgeschwindigkeit“ geändert. Die Schrittgeschwindigkeit ist in der Straßenverkehrsordnung nicht genau definiert. 
Die Schrittgeschwindigkeit liegt in Deutschland nach verschiedenen Urteilen der Oberlandesgerichte Brandenburg (Az. 1 Ss (OWi) 86 B/05), Köln (Az. VRS 68, 382) und Karlsruhe (1 Ss 159/03) bei maximal 7 km/h. Im Hentschelschen Kommentar zum Verkehrsrecht heißt es hierzu, dass Werte unter 10 km/h „mittels Tacho gar nicht zuverlässig meßbar seien“. Ferner sei unter Schrittgeschwindigkeit eine Geschwindigkeit zu verstehen, die jedenfalls deutlich unter 20 km/h läge.
Der österreichische Oberste Gerichtshof setzt die Schrittgeschwindigkeit mit 5 km/h an.
In der Schweiz wird von einem Stau gesprochen, wenn der Straßenverkehr mindestens für eine Minute mit weniger als 10 km/h fließt. Liegt die Geschwindigkeit im Bereich zwischen 10 und 30 km/h, spricht man von stockendem Verkehr.
Bei zähfließendem oder stockendem Verkehr sollten Verkehrsteilnehmer auf die Bildung einer Rettungsgasse vorbereitet sein.

### Verordnungsbegründung zur Schrittgeschwindigkeit
In der Verordnungsbegründung des Bundesrats vom 22. September 2017 heißt es, „die Rettungsgasse sei gemäß § 11 Absatz 2 StVO nur bei Stillstand oder Schrittgeschwindigkeit zu bilden. Als Schrittgeschwindigkeit werden zumeist Geschwindigkeiten bis zu 7 km/h angesehen. Die alleinige Verschärfung der Ahndung von Verstößen gegen die Bildung der Rettungsgasse würde dazu führen, dass Verkehrsteilnehmer, die Einsatzfahrzeuge blockieren, bei geringfügigem Überschreiten dieser Grenzgeschwindigkeit nur noch mit einer deutlich verringerten Ahndung zu rechnen hätten.“ Deshalb wurde zeitgleich die Sanktionierung in gleicher Höhe auf eine generelle Behinderung von Einsatzfahrzeugen ausgedehnt, auch bei einer Überschreitung der Schrittgeschwindigkeit. „Eine Angleichung würde darüber hinaus die Einsatzfahrzeuge, die blockierende Fahrzeuge melden oder verfolgen, davon entbinden, Feststellungen zur Geschwindigkeit zu machen. Beide Vorschriften erfüllen den gleichen Zweck, nämlich die Ermöglichung des schnellen Erreichens des Einsatzortes durch Einsatzkräfte.“ Durch diese Verordnungsbegründung ist beabsichtigt, dass die Behinderung von Einsatzfahrzeugen bei einem Stau, welcher Definition auch immer – ob bei Stillstand, Schrittgeschwindigkeit oder auch darüber – als Sanktionierungsgrund für das Nichtbilden einer Rettungsgasse ausreicht. Der Bundesrat führt hierzu aus: „Wird keine freie Bahn geschaffen, werden Einsatzfahrzeuge immer behindert.“

### Sanktionierungen
Mit Inkrafttreten der Verordnung am 28. April 2020 gilt: Wer bei Schrittgeschwindigkeit oder wenn sich die Fahrzeuge im Stillstand befinden die Rettungsgasse nicht vorschriftsmäßig bildet, begeht eine Ordnungswidrigkeit (§ 49 Abs. 1 Nr. 11 StVO) und
- muss mit einem Bußgeld in Höhe von 200 Euro (Nr. 50 der Anlage zur BKatV) plus 2 Punkte im Fahreignungsregister (Nr. 2.2.5a der Anlage 13 der FeV) plus 1 Monat Fahrverbot (Nr. 50 der Anlage zur BKatV) rechnen,
- bei Behinderung: Bußgeld von 240 Euro, plus 2 Punkte, plus 1 Monat Fahrverbot (Nr. 50.1 der Anlage zur BKatV),
- mit Gefährdung: Bußgeld von 280 Euro, plus 2 Punkte plus 1 Monat Fahrverbot (Nr. 50.2 der Anlage zur BKatV),
- mit Sachbeschädigung: Bußgeld von 320 Euro, plus 2 Punkte plus 1 Monat Fahrverbot (Nr. 50.2 der Anlage zur BKatV).

Im Wesentlichen gilt dies seit 2017, das Fahrverbot schon bei Verstoß ohne Behinderung gilt erst seit 2020. Seine Zustimmung zur Änderung von 2017 knüpfte der Bundesrat an die Bedingung, die Bußgelder für Verstöße gegen die Pflicht, bei Blaulicht oder Einsatzhorn sofort freie Bahn zu schaffen, ebenfalls anzuheben. Ansonsten bestünde ein Wertungswiderspruch. Beide Verstöße seien gleich schwer zu bewerten und müssten deshalb auch gleich geahndet werden.
Bei schwerwiegenden Behinderungen kann unter Umständen eine strafrechtliche Verfolgung als Verkehrsstraftat nach § 315c StGB (‚Gefährdung des Straßenverkehrs‘) hinzukommen z. B. für das absichtliche Blockieren einer Rettungsgasse oder das absichtliche nicht beiseite Fahren bei Blaulicht und Martinshorn oder das Behindern von Personen, die bei Unglücksfällen Hilfe leisten wollen nach § 323c StGB.
Mit Verkündung der Dreiundfünfzigsten Verordnung zur Änderung straßenverkehrsrechtlicher Vorschriften traten die Änderungen am 19. Oktober 2017 in Kraft (Art. 5 der Verordnung).
Bis zu diesem Zeitpunkt betrug das Verwarnungsgeld 20 Euro (Nr. 50 a.F. der Anlage zur BKatV), wenn keine Rettungsgasse gebildet wurde. Punkte im Fahreignungsregister waren nicht vorgesehen.
Mit Inkrafttreten der Verordnung am 28. April 2020 gilt zusätzlich: Wer die Rettungsgasse unberechtigt benutzt, muss mit einem Bußgeld in Höhe von 240 Euro (Nr. 50a der Anlage zur BKatV) plus 2 Punkte im Fahreignungsregister (Nr. 2.2.5b der Anlage 13 der FeV) plus 1 Monat Fahrverbot (Nr. 50a der Anlage zur BKatV) rechnen (280 Euro bei Behinderung, 300 Euro mit Gefährdung, 320 Euro mit Sachbeschädigung).

#### Härtefälle
Härtefällen kann im Rahmen des Opportunitätsprinzips begegnet werden. Das Opportunitätsprinzip ist in den einschlägigen Landesgesetzen geregelt. Die Verfolgung von Ordnungswidrigkeiten (Bußgeldverfahren) liegt im pflichtgemäßen Ermessen der Verfolgungsbehörde. Solange das Verfahren bei ihr anhängig ist, kann sie es einstellen (§ 47 OWiG). Die Polizei trifft dabei ihre Maßnahmen nach pflichtgemäßem Ermessen. Sollte beispielsweise ein Lenker eines Fahrzeugs so behindert werden, dass ihm das Bilden einer Rettungsgasse schlichtweg nicht möglich ist, kann die Polizei von einer Ahndung absehen.

### Ausreichende Breite der Fahrspur

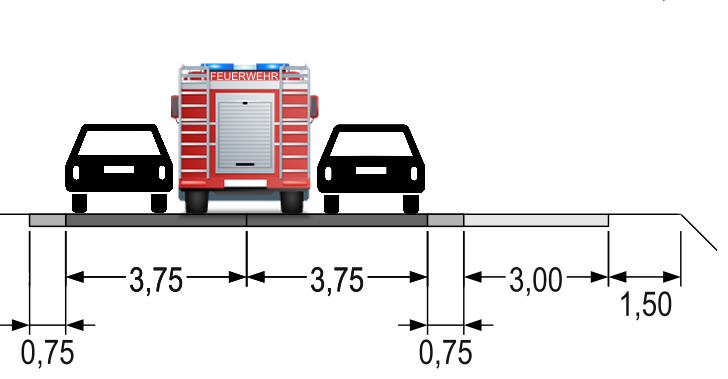
Knappe Fahrstreifenbreite bei zwei Fahrstreifen zur Durchfahrt von Einsatzfahrzeugen

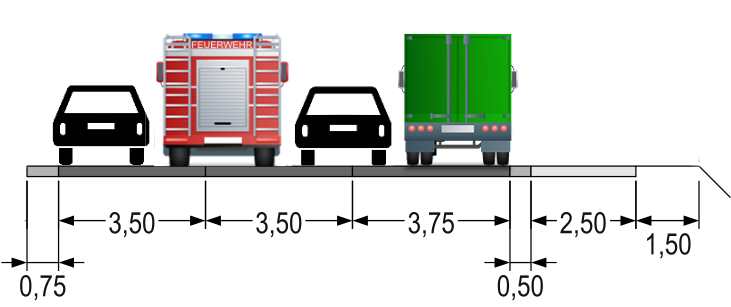
Rettungsgasse: Fahrstreifenbreite bei drei Fahrstreifen, der rechte Fahrstreifen ist breiter

Bei jedem Stau oder bei einem Verkehrsfluss in Schrittgeschwindigkeit ist eine Rettungsgasse in ausreichender Breite – auch für große Feuerwehrfahrzeuge – zu bilden, unabhängig davon, ob sich Rettungskräfte nähern oder nicht. Je geringer der Abstand zum linken und rechten Fahrzeug ist, umso langsamer muss gegebenenfalls das Feuerwehrfahrzeug zum Einsatzort fahren. Laut Richtlinien für die Anlage von Autobahnen gilt als Breitenmaß 3,5 m bis zu 3,75 m. Ein Löschfahrzeug hat eine Breite zwischen 2,30 m und 2,55 m (Außenspiegel nicht mitgerechnet). Dies bedeutet, dass in einer – vorbildlich gebildeten – Rettungsgasse links und rechts nur ein Abstand von etwa 30 cm zu stehenden PKWs während der Durchfahrt verbleibt. Eine einzige Engstelle – ob durch ein nicht ausreichend ausgewichenes Fahrzeug, durch ausgestiegene Personen oder durch eine offene Fahrzeugtür – zwingt gegebenenfalls das Rettungsfahrzeug zum Abbremsen oder gar Anhalten. Das Fahrzeug ist parallel zur Fahrbahn auszurichten, denn ein hinausragendes Heck kann ebenso die Rettungsgasse unpassierbar machen. Ein auf dem rechten Fahrstreifen befindlicher Lkw reduziert – in einer ebenso vorbildlich gebildeten Rettungsgasse – den Abstand eines Feuerwehrfahrzeugs links und rechts auf etwa 10 cm. Ein Ausweichen der Lkw auf den Seitenstreifen ist deshalb unvermeidlich, um dem Feuerwehrfahrzeug die Durchfahrt zu ermöglichen. Auf dreispurigen Autobahnen erschweren Lkw, Busse und Wohnwagen auf der mittleren Fahrbahn die Bildung einer Rettungsgasse erheblich und sollten deshalb auf den rechten Fahrstreifen wechseln, deren Breite – statt 3,5 m – auf sogenannten höchstbelasteten Autobahnstrecken mit hohem Lkw-Anteil 3,75 m beträgt.

### Versetztes Fahren
Es hat sich eingebürgert, dass Fahrzeuge im Stau versetzt fahren, um auch das übernächste Fahrzeug beobachten zu können. Das versetzte Fahren darf jedoch nicht zur Einengung der Rettungsgasse führen.

### Offenhalten der Rettungsgasse
Auch nach Vorbeifahrt eines ersten Einsatzfahrzeugs ist die Rettungsgasse weiterhin offen zu halten, so lange der Stau oder der in Schrittgeschwindigkeit voranschreitende Verkehr anhält, da vielfach noch weitere Einsatz- und Rettungsfahrzeuge folgen. Hierzu gehören Polizei, Feuerwehr, Notarzt und Rettungswagen. Insbesondere nachalarmierte Kräfte, wie beispielsweise Einheiten des Technischen Hilfswerks, Fahrzeuge ohne „Blaues Blinklicht“, wie Abschlepp- und Bergedienste, Gutachter oder Bestattungsunternehmer können folgen. Bei der Freiwilligen Feuerwehr rückt der Feuerwehrzug grundsätzlich nicht gemeinsam aus, so dass nach der Durchfahrt des Kommandofahrzeuges weitere Feuerwehrfahrzeuge zu erwarten sind.

### Geisterfahrer in der Rettungsgasse
Es wurden Geisterfahrer in der Rettungsgasse beobachtet, die die Rettungsgasse dazu benutzt haben, dem Stau durch ein Fahren in der Rettungsgasse entgegen der Fahrtrichtung zu entgehen. Diesen Verkehrsteilnehmern drohen empfindliche Strafen.
- Auf Autobahn oder Kraftfahrstraße wenden, rückwärts oder entgegen der Fahrtrichtung fahren und dadurch Leib oder Leben eines anderen Menschen oder fremde Sachen von bedeutendem Wert gefährden – Freiheitsstrafe bis zu fünf Jahren oder Geldstrafe (§ 315c StGB).
- In Ein- oder Ausfahrt einer Autobahn/Kraftfahrstraße entgegen der Fahrtrichtung gefahren – 75 Euro – 1 Punkt
  - … mit Gefährdung – 90 Euro – 1 Punkt
  - … mit Unfallfolge – 110 Euro – 1 Punkt
- Auf Nebenfahrbahn/Seitenstreifen auf Autobahn/Kraftfahrstraße entgegen der Fahrtrichtung gefahren – 130 Euro – 1 Punkt
  - … mit Gefährdung – 160 Euro – 1 Punkt
  - … mit Unfallfolge – 190 Euro – 1 Punkt
- Auf durchgehender Fahrbahn der Autobahn/Kraftfahrstraße entgegen der Fahrtrichtung gefahren – 200 Euro – 1 Punkt – 1 Monat Fahrverbot
  - … mit Gefährdung – 240 Euro – 2 Punkte – 1 Monat Fahrverbot
  - … mit Unfallfolge – 290 Euro – 2 Punkte – 1 Monat Fahrverbot

Unzulässiges Verhalten in der Rettungsgasse
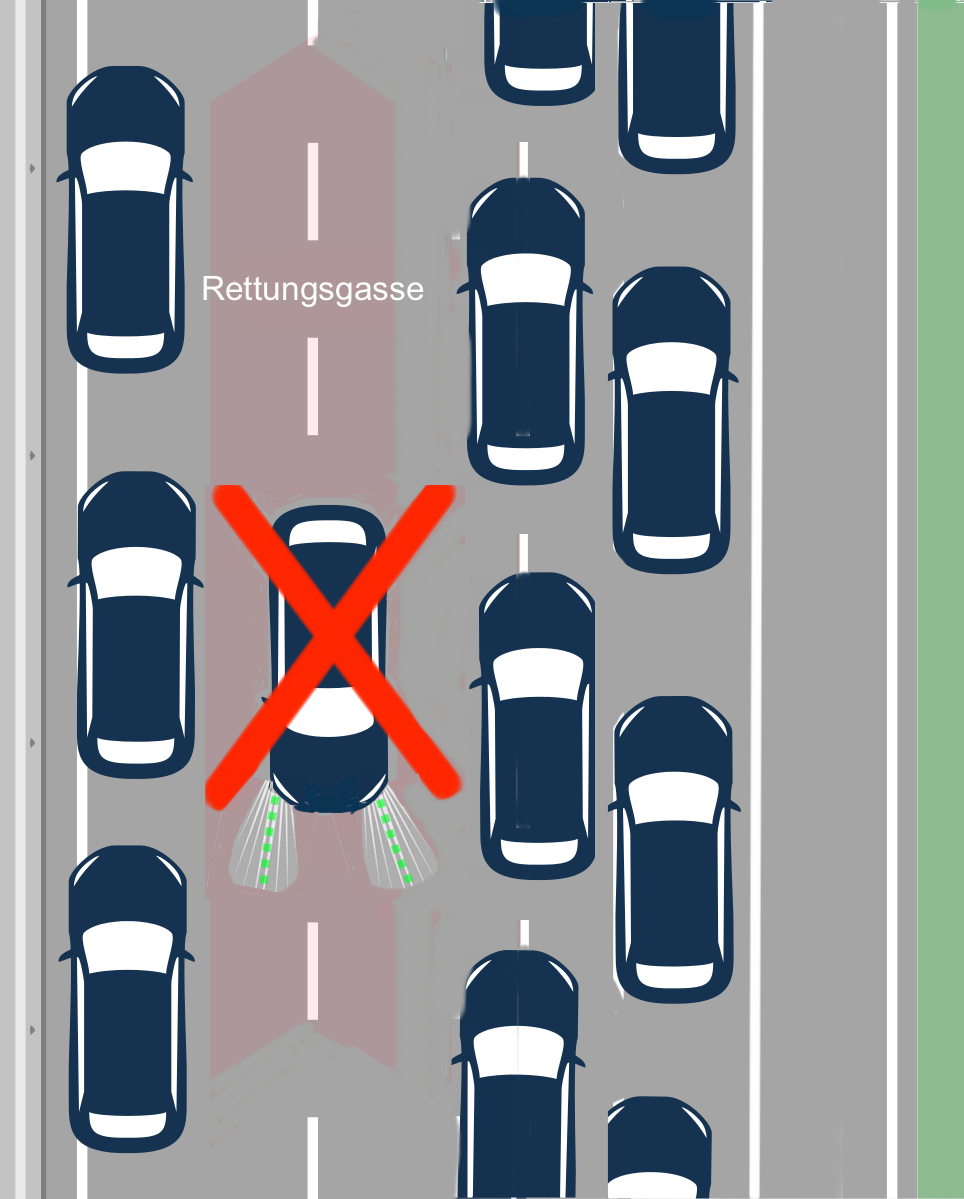
Geisterfahrer in der Rettungsgasse
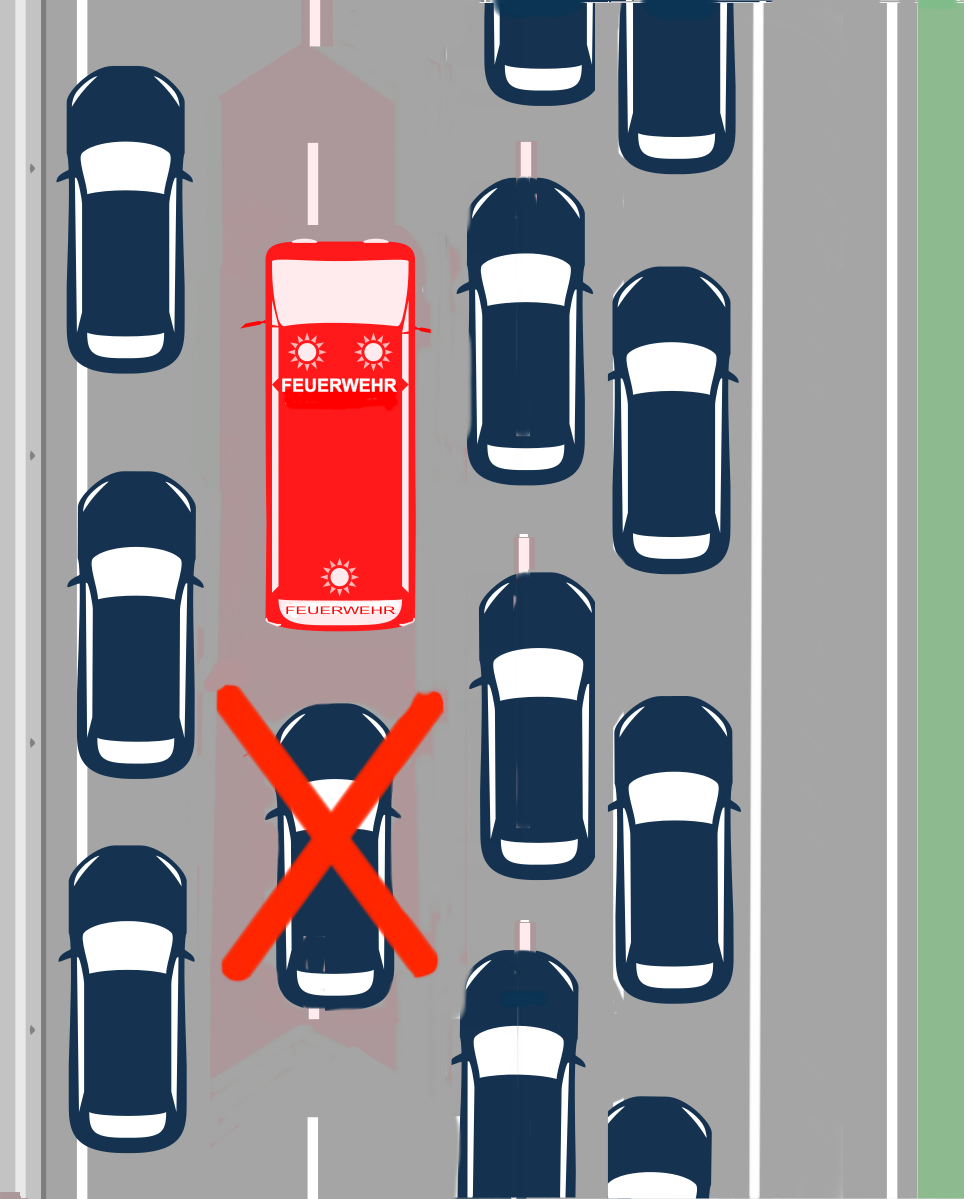
Nachfahren von Einsatzfahrzeugen in der Rettungsgasse ist verboten
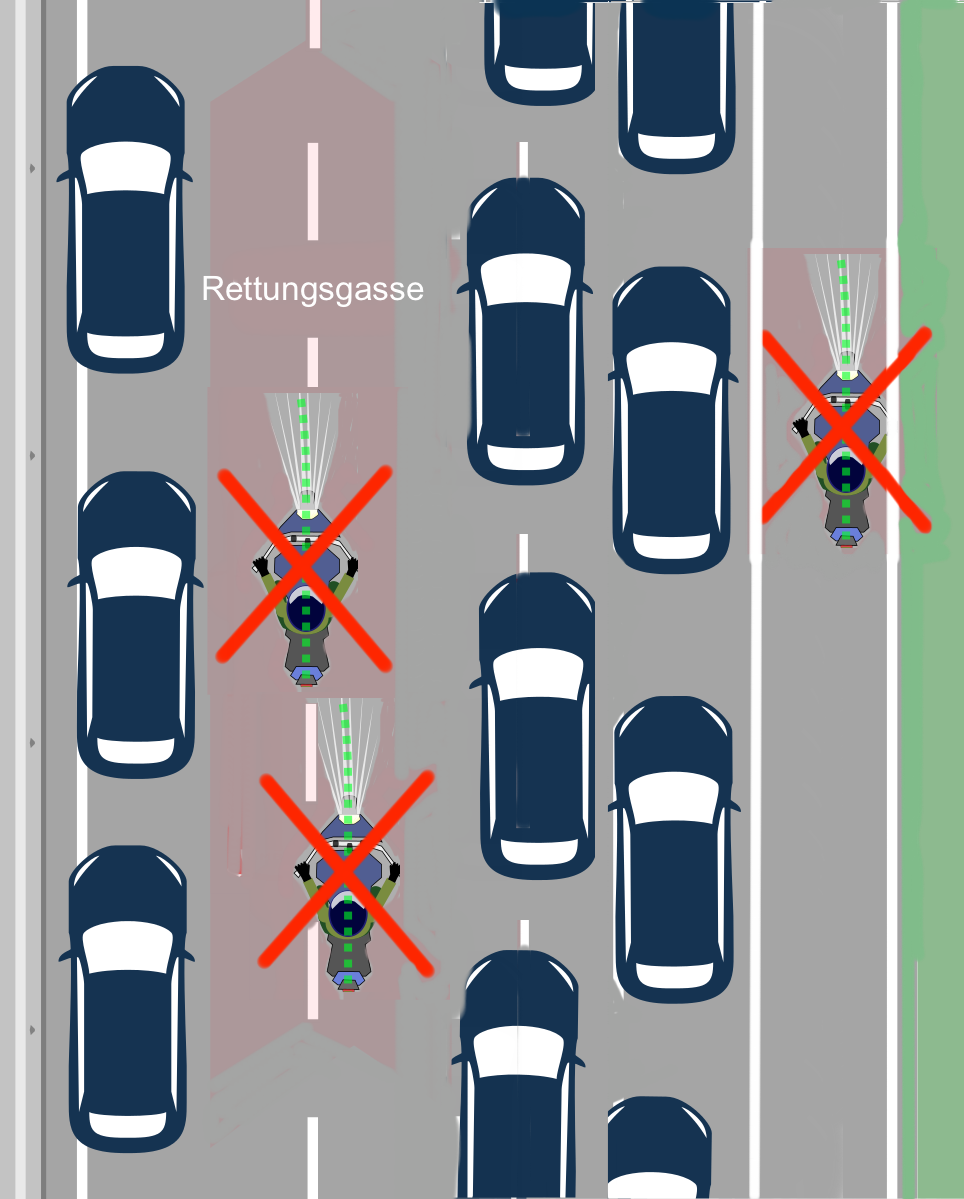
Überholverbot auch für Motorräder im Stau
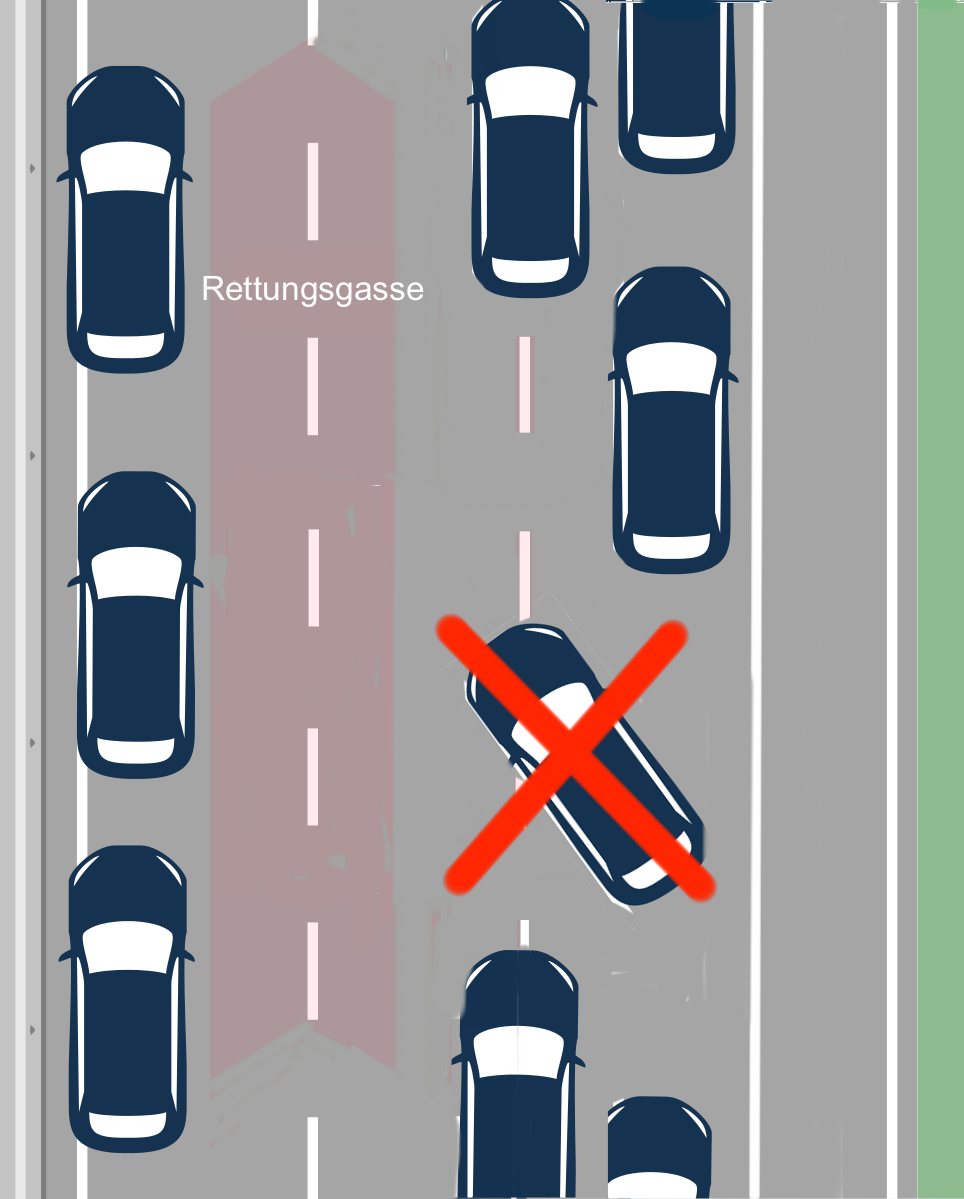
Unerwünschter Spurenwechsel im Stau

### Überholverbot in der Rettungsgasse
Die Gefährdung des Straßenverkehrs erfolgt auch durch sogenannte Kolonnenspringer – auch Motorradfahrer –, die die Rettungsgasse zum Überholen benutzen. Sie müssen damit rechnen, von den Einsatzkräften oder von anderen Verkehrsteilnehmern angezeigt zu werden. Der Bundesgerichtshof hat bereits 1968 entschieden, dass das Überholverbot auf Autobahnen – mit wenigen Ausnahmen – für alle Verkehrsteilnehmer gilt.

„Es wird daran festgehalten, daß auf Autobahnen grundsätzlich nicht rechts überholt werden darf. Das gilt auch für den Fall, daß auf der Überholspur eine Kolonne und rechts nur einzelne Fahrzeuge fahren. Ausnahmen können nur zugelassen werden, wenn auf beiden Fahrspuren Kolonnenverkehr herrscht; wenn die auf der Überholspur fahrende Kolonne zum Stehen gekommen ist. Dann dürfen die auf der Normalspur fahrenden Fahrzeuge mit äußerster Vorsicht und mit einer Geschwindigkeit von nicht mehr als 20 km/st vorfahren; wenn die linke Kolonne nur mit einer Geschwindigkeit von höchstens 60 km/st fährt. Aber auch dann darf auf der Normalspur nur mit äußerster Vorsicht und mit einer Mehrgeschwindigkeit von höchstens 20 km/st vorgefahren werden.“

Mehrere Obergerichte haben entschieden, dass das Überholen im Stau durch Motorräder verboten ist.

„Ein Motorradfahrer, der auf der Autobahn im Stau zwischen zwei langsam fahrenden und zeitweilig stillstehenden Fahrzeugkolonnen nach vorn fährt, überholt unerlaubt rechts.“

„Wenn ein Motorradfahrer in Stau zwischen den auf Weiterfahrt wartenden Fahrzeugkolonnen nach vorne fährt, überholt er verbotswidrig.“

„Das Rechtsüberholen durch Motorradfahrer zwischen langsam fahrenden oder auch wartenden Fahrzeugkolonnen auf Autobahnen ist verboten. Ein Motorradfahrer, der auf einer Bundesautobahn bei einem Stau zwischen stehenden oder noch in Bewegung befindlichen Fahrzeugen hindurchfährt, muß mit unbedachtem Verhalten stehender Verkehrsteilnehmer rechnen.“

Ebenso ist strikt untersagt, Einsatzfahrzeugen nachzufahren. Auch Spurenwechsler, die glauben, dadurch im Stau schneller voranzukommen, behindern die Rettungsgasse erheblich.

### Autobahneinfahrten

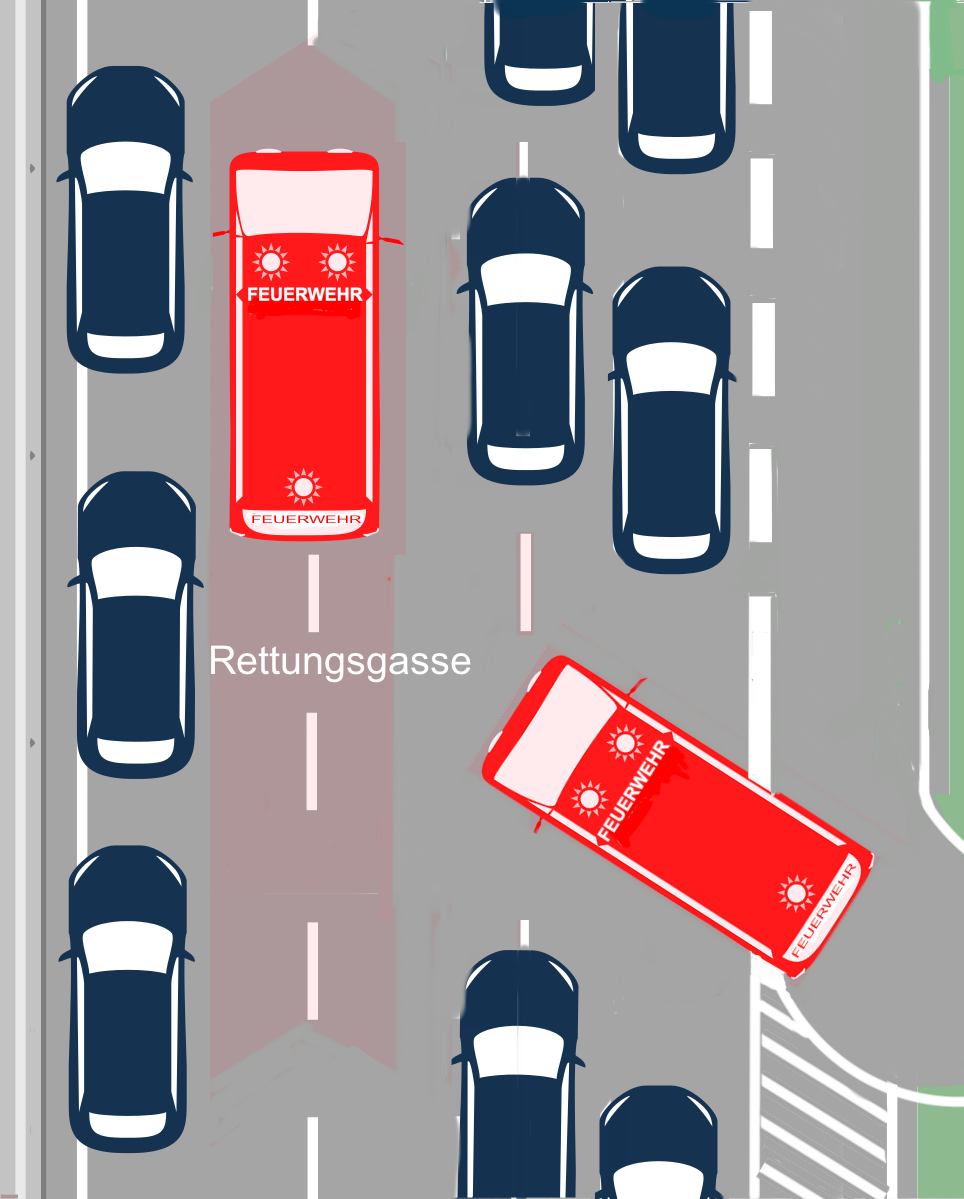
Einfahrspur zur Rettungsgasse an Autobahneinfahrt freihalten

Rettungsfahrzeuge dürften in der Regel von der zur Unfallstelle nächstgelegenen Autobahneinfahrt auf die Autobahn einfahren. Hat sich der Stau bereits im Bereich einer Autobahneinfahrt gebildet, so ist in den rechten Fahrspuren eine Einfahrspur von der Autobahneinfahrt in die Rettungsgasse von den Fahrzeugen dieser Spuren freizuhalten.

### Rangierabstand einhalten
Im Stau oder bei einem Verkehrsfluss in Schrittgeschwindigkeit ist ein ausreichender Abstand zum vorausfahrenden Fahrzeug einzuhalten, um gegebenenfalls ein Rangieren zu ermöglichen. Der ADAC empfiehlt einen Abstand von 5 Metern (etwa eine Wagenlänge). Dies kann beispielsweise bei Engstellen, wie Autobahnbrücken, Tunneln, Baustellen oder bei durch defekte Fahrzeuge blockiertem Seitenstreifen nötig werden.

### Rettungsgasse nicht betreten
Gemäß § 18 Abs. 9 (StVO) „dürfen zu Fuß Gehende Autobahnen nicht betreten“. Für Zuwiderhandlungen ist ein Bußgeld von 10 Euro vorgesehen. Einzig bei einem Notstand ist es erlaubt, die Autobahn zu betreten. Diese Notstand-Situation ist allerdings nur gegeben, wenn Maßnahmen zur Unfallsicherung getroffen werden müssen. Herrscht im Stau absoluter Stillstand, wird die Polizei wahrscheinlich kulant sein, sollte sich jemand kurz die Beine vertreten. Dabei darf jedoch die Rettungsgasse nicht betreten werden, um herannahende Einsatzfahrzeuge nicht zu behindern.

### Sinkende Bereitschaft bei „üblichen“ Staus
Die Bereitschaft der Verkehrsteilnehmer, eine Rettungsgasse zu bilden, sinkt bei Staus und bei Schrittgeschwindigkeit im morgendlichen und abendlichen Berufsverkehr, wie auch bei urlaubsbedingten Staus, vor Baustellen und vor Ampeln. Aber auch bei „üblichen“ Staus kann ein Unfallgeschehen hinzukommen, das von den Verkehrsteilnehmern nicht vorhergesehen werden kann. So kam es beispielsweise Mitte Juni 2017 im morgendlichen Berufsverkehr zu einem kilometerlangen Stau auf der BAB 6, ohne dass eine Rettungsgasse gebildet wurde. Der Einsatz der Feuerwehr und der Rettungskräfte bei einem Lastwagenunfall im Süden Nürnbergs wurde dadurch stark behindert. Als die zum Abpumpen von Diesel gerufenen Einsatzkräfte am Unfallort eintrafen, war nach Feuerwehrangaben bereits ein großer Umweltschaden entstanden, weil der größte Teil des ausgelaufenen Treibstoffs im Erdboden oder in Abflusskanälen versickert war. Auch der Notarztwagen hatte Probleme, den Unfallort zu erreichen, um den schwer verletzten Unfallverursacher zu versorgen. Der Fall steht nur beispielhaft für eine ganze Reihe gleichgelagerter Fälle.

Alltag auf Autobahnen
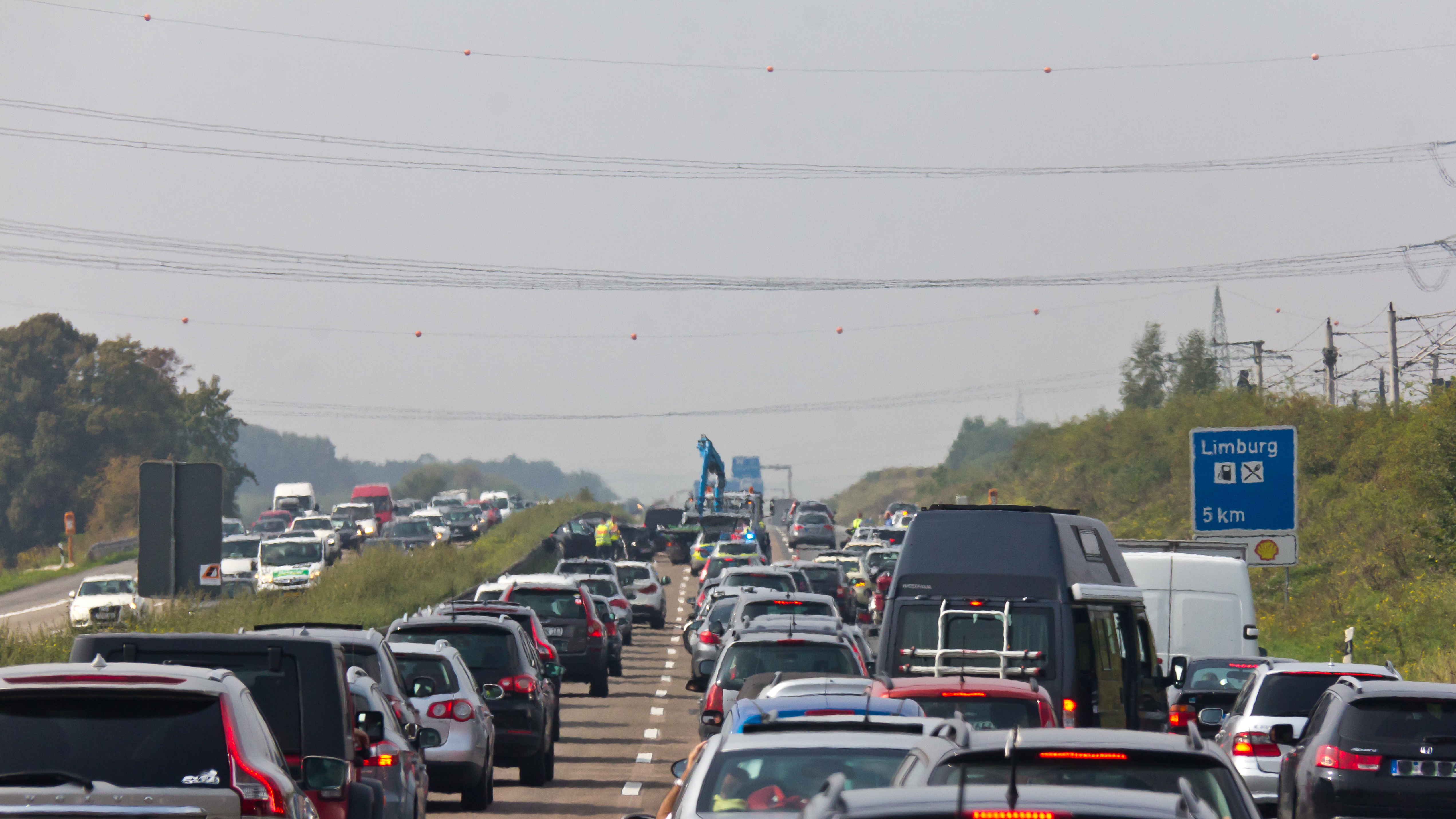
Verkehrsunfall BAB 3, 2014, keine Rettungsgasse
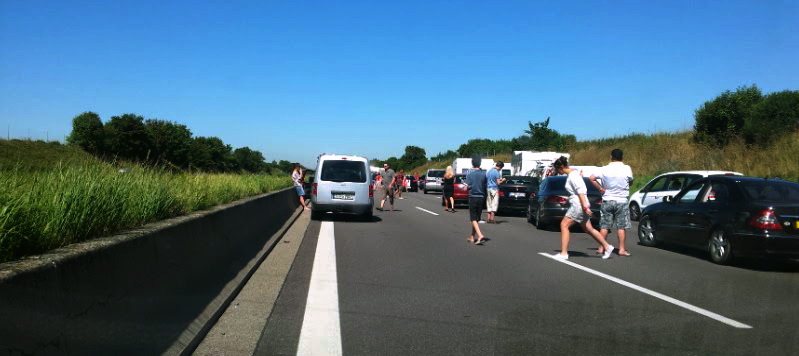
Unfall BAB 8, 2012, Fußgänger in der Rettungsgasse
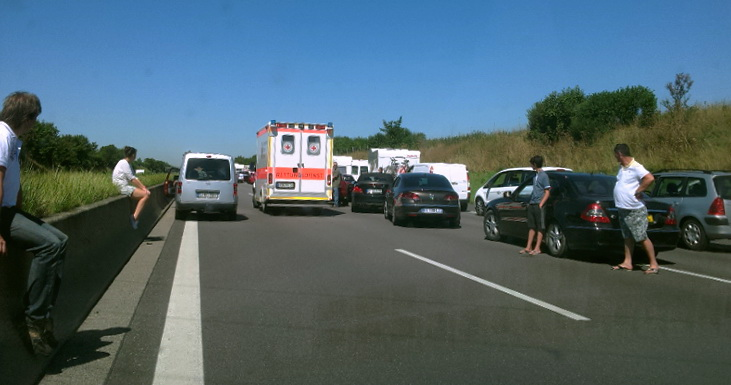
Unfall BAB 8, 2012, Rettungsfahrzeug bahnt sich seinen Weg
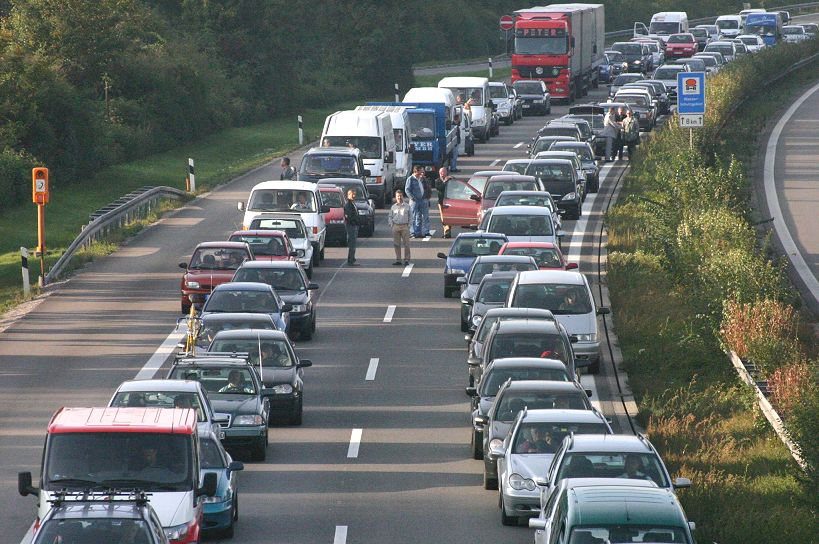
BAB 81: Personen und einige Fahrzeuge behindern in einer Rettungsgasse
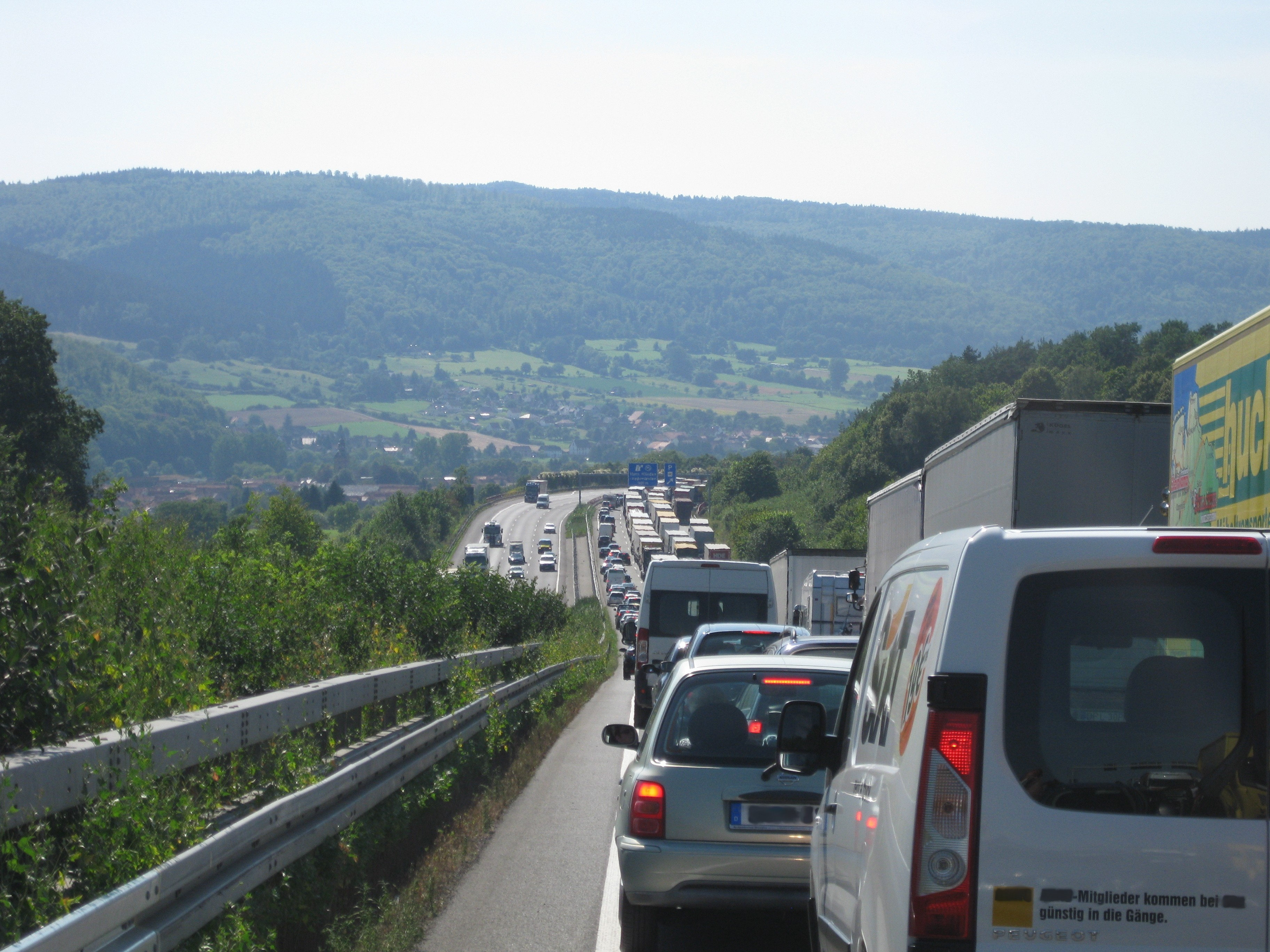
BAB 7: Keine Rettungsgasse, kein Rangierabstand, versetztes Fahren
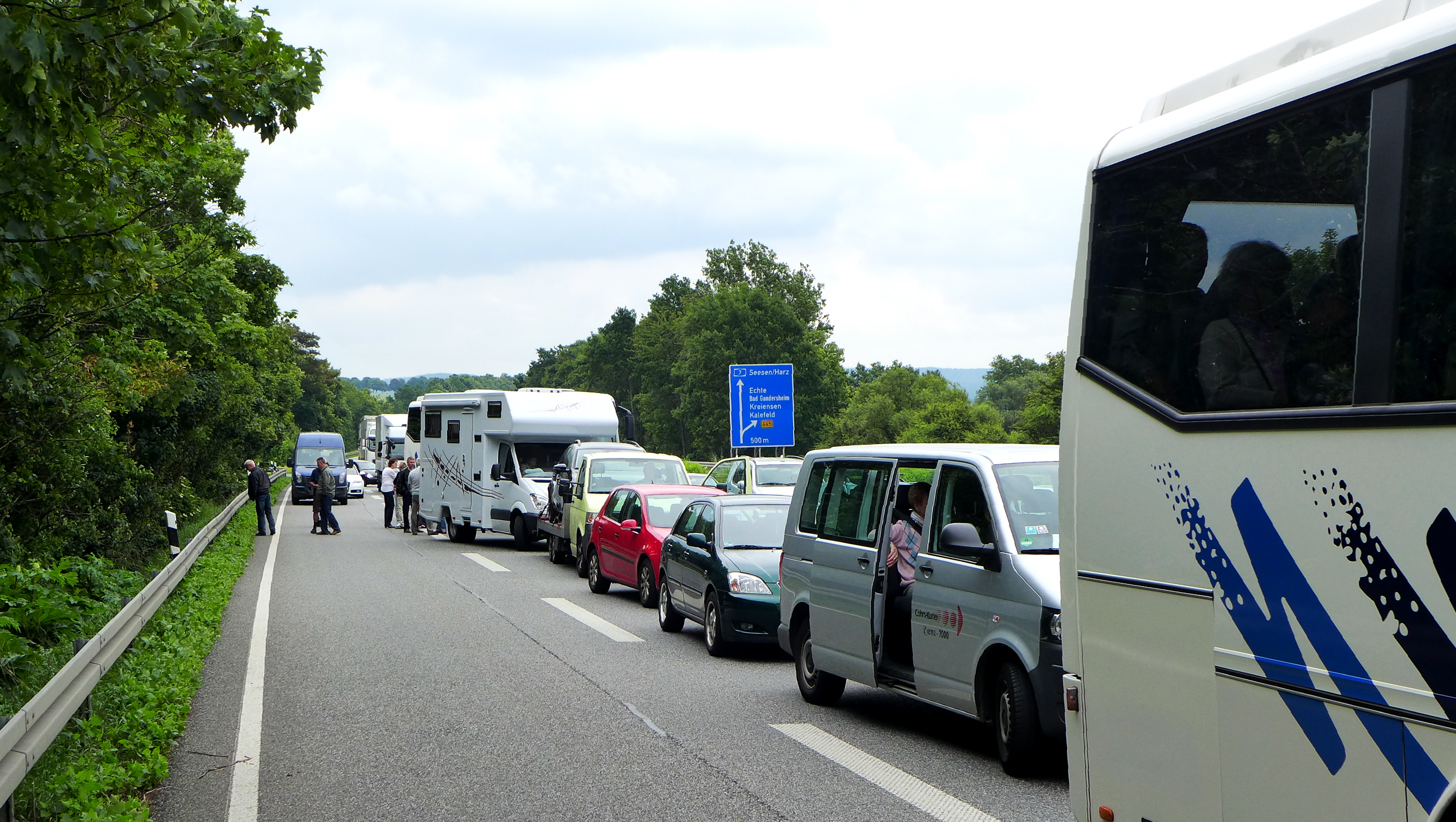
BAB 7, 2013: falsche Rettungsgasse mit blockierenden Fahrzeugen und Fußgängern

### Rechte-Hand-Regel als Merkhilfe

„Rechte-Hand-Regel“

Für die Bildung der Rettungsgasse rechts des äußerst linken Fahrstreifens gibt es als Merkhilfe die Rechte-Hand-Regel: Hält man die Handinnenfläche der rechten Hand nach unten und stellt sich den Zwischenraum zwischen dem Daumen und den Fingern an der rechten Hand als Rettungsgasse vor, steht der Daumen für die äußere linke Fahrspur, die übrigen Finger für alle anderen Fahrspuren.

### Auflösung der Rettungsgasse
Nach Beendigung des Verkehrsstaus oder des Verkehrs in Schrittgeschwindigkeit wird die Rettungsgasse aufgelöst. Die Fahrspuren werden wieder regulär benutzt. Die Rettungsgasse endet bei einem Verkehrsunfall erst am Unfallort beziehungsweise an der Stauursache. Wer als Schaulustiger einen Unfall beobachtet und dabei abbremst, um eine bessere Sicht auf das Geschehen zu haben, behindert die Rettungskräfte und verlängert die Staubildung. Wer dies von der Gegenfahrbahn aus tut, wird selbst zum Stauverursacher auf der Gegenfahrbahn, was dort zur Bildung einer – sonst unnötigen – Rettungsgasse führen kann. Das sogenannte Gaffen von Schaulustigen stellt eine Ordnungswidrigkeit dar, die mit einem Bußgeld von 20 bis 1000 Euro geahndet werden kann. Ebenso ist das Fotografieren oder Filmen von verunglückten Autos und Verletzten verboten und kann gemäß § 201a Abs. 1 Ziff. 2 StGB mit einer Freiheitsstrafe von bis zu zwei Jahren oder einer Geldstrafe sanktioniert werden. Im mildesten Fall droht wegen unerlaubter Handybenutzung während des Autofahrens ein Bußgeldbescheid in Höhe von 100 Euro sowie ein Punkt im Fahreignungsregister (Verkehrssünderkartei in Flensburg).

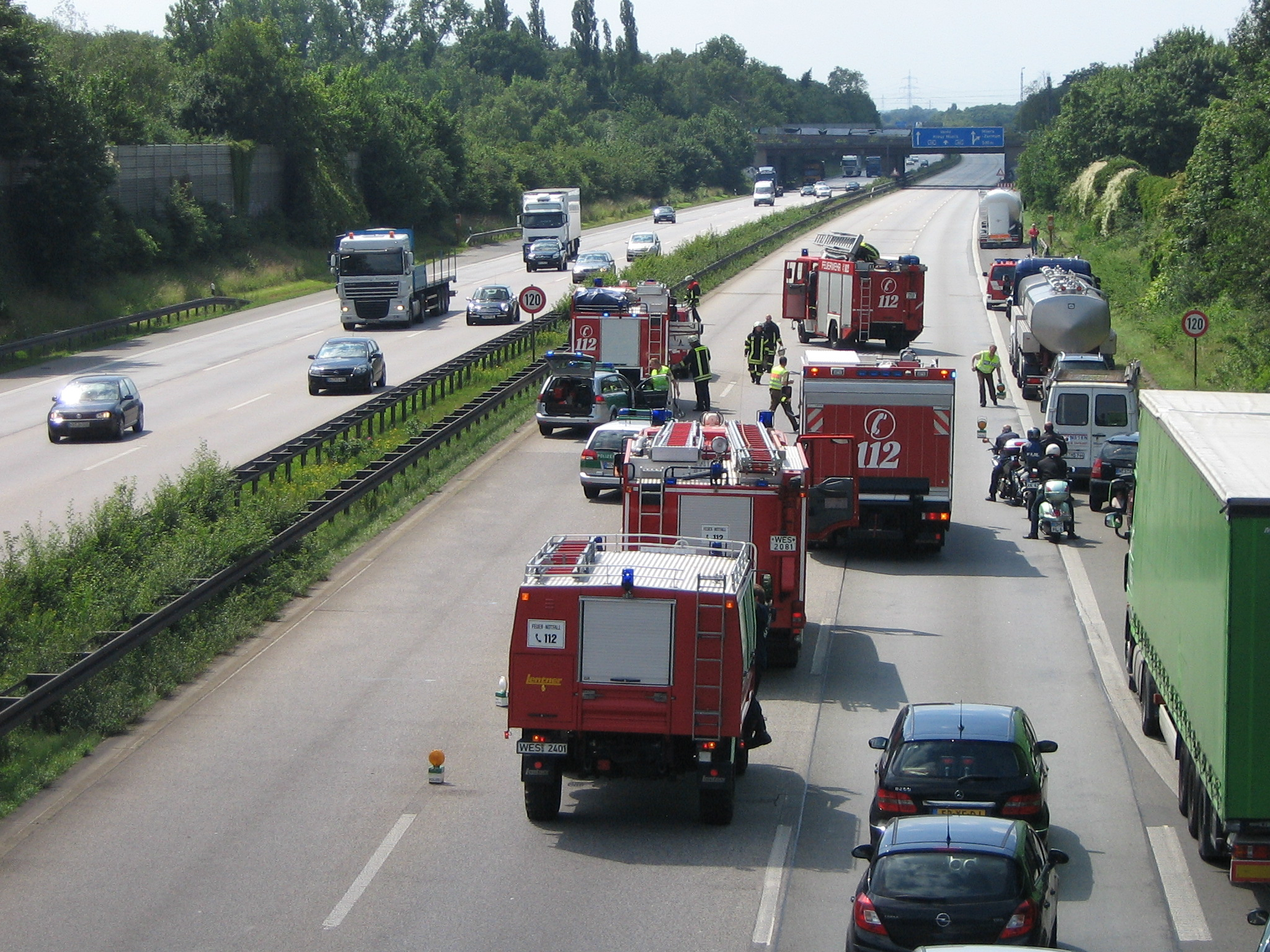
BAB 40: Polizei leitet den Verkehr zur Vorbeifahrt an der Unfallstelle auf den Seitenstreifen
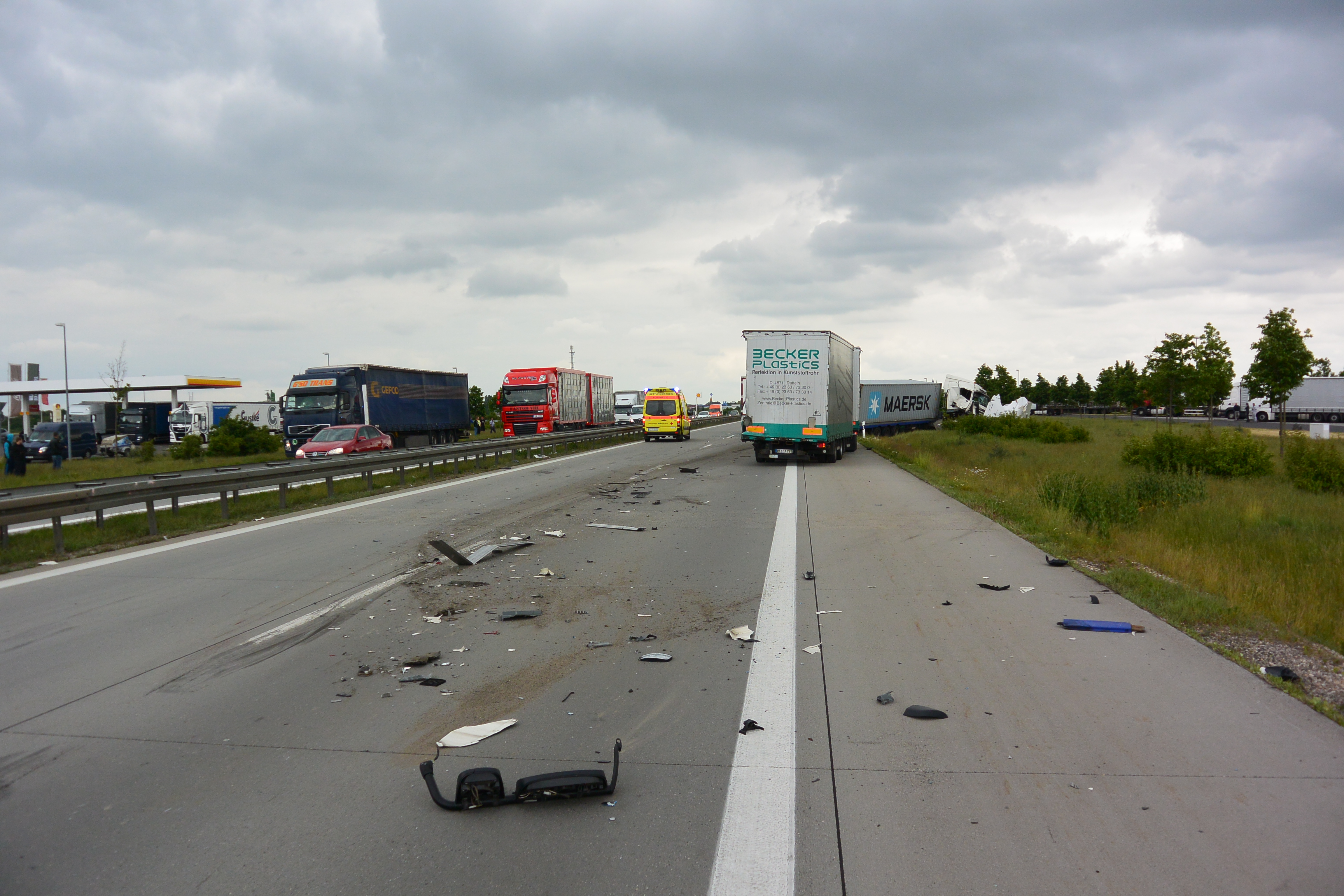
BAB 14: Stau durch Gaffer auf der Gegenfahrbahn

### Weitere Forderungen
Wenn die Bildung einer Rettungsgasse Priorität haben soll, dann sollte auch die Benutzung des Standstreifens – nach österreichischem Muster – während eines Staus oder bei Schrittgeschwindigkeit zur Bildung einer Rettungsgasse erlaubt sein – jedoch ohne dadurch einen zusätzlichen Fahrstreifen zu schaffen. Dies würde die Bildung einer ausreichend breiten Rettungsgasse erleichtern.
Die Bundesarbeitsgemeinschaft Motorrad (BAGMO) fordert seit 2009, das langsame Überholen stehender Fahrzeugkolonnen durch motorisierte Zweiräder in Rettungsgassen auf Bundesautobahnen gesetzlich zu ermöglichen.
Eine Forderung der Feuerwehr, Hinweistafeln nach dem Muster von Österreich (siehe unten) an den Autobahnen aufzustellen, scheitert an der deutschen Straßenverkehrsordnung, die solche Schilder nicht zulässt. Als Ersatzlösung wurden Transparente an einigen Autobahnbrücken angebracht, die auf die Bildung einer Rettungsgasse bei Stau hinweisen. Die bisherigen Aufklärungskampagnen seien unzulänglich.

### Historie

#### DDR
Die StVO der DDR sprach nicht von „Rettungsgasse“, aber es wurde erläutert, wie sich Verkehrsteilnehmer zu verhalten haben, um den Weg für Feuerwehren und Rettungswagen freizumachen.

„Bei Sperrung der Fahrbahn durch Verkehrsunfall oder eine andere außergewöhnliche Verkehrsstörung haben Fahrzeugführer so weit wie möglich nach rechts zu fahren und so anzuhalten, daß Einsatzfahrzeugen die Durchfahrt links der haltenden Fahrzeuge möglich ist.“

„Kraftfahrzeugen, die sich durch die Sondersignale Blaulicht, Martinshorn oder Sirene mit auf- und abschwellendem Ton bemerkbar machen, ist bereits bei ihrer Annäherung die ungehinderte Durchfahrt zu ermöglichen und die Vorfahrt zu gewähren. Alle Fahrzeugführer haben zu diesem Zweck so weit wie möglich nach rechts zu fahren und so anzuhalten, daß den Fahrzeugen mit Sondersignalen die Durchfahrt links der haltenden Fahrzeug möglich ist.“

„Erforderlichenfalls sind unter Rücksichtnahme auf den übrigen Verkehr Fahrbahnlängsmarkierungen – auch Sperrlinien – zu überfahren bzw. ist über den rechten Fahrbahnrand hinaus auszuweichen. Als Einsatzfahrzeuge im Sinne dieser Bestimmung gelten sowohl Fahrzeuge mit Sondersignalen als auch andere Fahrzeuge, die zur Beseitigung der Sperrung oder Störung eingesetzt werden (z. B. Abschleppfahrzeuge, Bergungs- und Winterdienstfahrzeuge, Bagger, Kräne).“

#### Bundesrepublik Deutschland
Karl-Heinz Kalow hat am 29. März 1963 einen Vorschlag für eine Rettungsgasse an den Innenministeriellen Ausschuss für das behördliche Vorschlagswesen geschickt.
Als Vorläufer des Paragraphen 18 Abs. 9 StVO kann man den Paragraphen 48 in der Straßenverkehrs-Ordnung sehen. Dieser enthielt die eher vage Anweisung, die Fahrbahn für Einsatzfahrzeuge zu räumen, aber ohne eine genauere Beschreibung wie dies zu erfolgen hat.
Die Rettungsgasse gab es in Westdeutschland seit Inkrafttreten der Straßenverkehrs-Ordnung (StVO) am 1. März 1971 mit der Bezeichnung „freie Gasse“ und galt anfangs nur auf Autobahnen und Kraftfahrstraßen. Die Bezeichnung der „freien Gasse“ wurde bei allen darauf folgenden Änderungen der Straßenverkehrsordnung bis heute beibehalten.

„Stockt der Verkehr auf Autobahnen oder Kraftfahrstraßen, so müssen die Fahrzeuge für die Durchfahrt von Polizei- und Hilfsfahrzeugen in der Mitte der Fahrbahn eine freie Gasse bilden.“

Mit Wirkung vom 1. Juli 1992 wurde die gesetzliche Verpflichtung, bei stockendem Verkehr für die Durchfahrt von Polizei- und Hilfsfahrzeugen eine freie Gasse zu bilden, auch auf Außerortsstraßen mit mehreren Fahrstreifen für eine Richtung ausgedehnt und war im § 11 Abs. 2 StVO geregelt.

„Stockt der Verkehr auf Autobahnen und Außerortsstraßen mit mindestens zwei Fahrstreifen für eine Richtung, so müssen Fahrzeuge für die Durchfahrt von Polizei- und Hilfsfahrzeugen in der Mitte der Richtungsfahrbahn, bei Fahrbahnen mit drei Fahrstreifen für eine Richtung zwischen dem linken und dem mittleren Fahrstreifen, eine freie Gasse bilden“

Seit dem 14. Dezember 2016 lautet der § 11 StVO:

„Sobald Fahrzeuge auf Autobahnen sowie auf Außerortsstraßen mit mindestens zwei Fahrstreifen für eine Richtung mit Schrittgeschwindigkeit fahren oder sich die Fahrzeuge im Stillstand befinden, müssen diese Fahrzeuge für die Durchfahrt von Polizei- und Hilfsfahrzeugen zwischen dem äußerst linken und dem unmittelbar rechts daneben liegenden Fahrstreifen für eine Richtung eine freie Gasse bilden.“

#### Unklare Handhabung
Gab es drei Fahrstreifen für eine Richtung, so verlangte die zwischen 1992 und 2016 geltende Regelung, zwischen der linken und der rechts danebenliegenden Spur eine Gasse zu bilden. Bei zwei und vier (oder mehr) Fahrstreifen je Richtungsfahrbahn musste die Gasse laut damaliger § 11 StVO in der Mitte der Richtungsfahrbahn gebildet werden.
Die einzig mögliche Interpretation bezüglich vier Spuren, dass auf den zwei linken nach links und auf den zwei rechten nach rechts ausgewichen werden musste, führte jedoch zu Verwirrungen innerhalb der damaligen Rettungsgasse-Aufklärung. Die meisten Rettungsdienste und Initiatoren der Rettungsgasse kommunizierten bereits vor 2016 eine Regelung, wonach immer die Fahrer der linken Spur nach links ausweichen und auf allen rechts daneben liegenden Spuren nach rechts versetzt gefahren werden soll. Diese Regelung wurde 2016 in die StVO aufgenommen. Bis dahin war das richtige Verhalten bei vier Fahrstreifen nicht explizit in der StVO definiert. Nur aus der Formulierung „[…] mit mindestens zwei Fahrstreifen […] in der Mitte der Richtungsfahrbahn […]“ ließ sich ableiten, dass die Rettungsgasse bei vier Fahrstreifen zwischen den zwei linken und den zwei rechten Spuren gebildet werden musste.

#### Fehlende Akzeptanz
Hilfsorganisationen und Medien kritisierten das mangelnde Verständnis der Autofahrer und das zögerliche Bilden der Rettungsgasse, besonders im Stau auf Autobahnen. Obwohl die Gasse auf Autobahnen schon bei stockendem Verkehr (damalige Bestimmung) gebildet werden müsste, unabhängig ob diese tatsächlich von Einsatzkräften genutzt wird, reagierten die Autofahrer meist erst viel zu spät und ineffektiv auf in der Durchfahrt bereits behinderte Einsatzfahrzeuge. Die meisten Autofahrer verknüpften mit der Notwendigkeit zur Bildung der Rettungsgasse offenbar das Bild von Blaulicht im Rückspiegel. Trotz der Bemühungen um Aufklärung, wurden in auffällig vielen Beiträgen der Medien und vereinzelter Rettungsgasse-Initiatoren inhaltliche sowie strategische Fehler gemacht. Meist wurde die Rettungsgasse im Zusammenhang mit der Autobahn thematisiert. Es wurde dabei versäumt, explizit darauf hinzuweisen, dass die Gasse schon bei stockendem Verkehr zu bilden war und dass im Stau zum nachträglichen Rangieren ein hinreichend großer Abstand zum vorausfahrenden Fahrzeug notwendig ist. Eine bundesweit einheitlich durchdachte und wirkungsvoll positionierte Rettungsgasse-Aufklärungskampagne ließ auf sich warten. Seit Sommer 2014 gibt es eine gemeinsame Kampagne der Deutschen Feuerwehr-Gewerkschaft (Landesgruppe Hessen) und der Feuerwehr Wiesbaden, um die Rettungsgasse mehr ins Bewusstsein der Verkehrsteilnehmer zu bringen.

## Rettungsgasse in Österreich

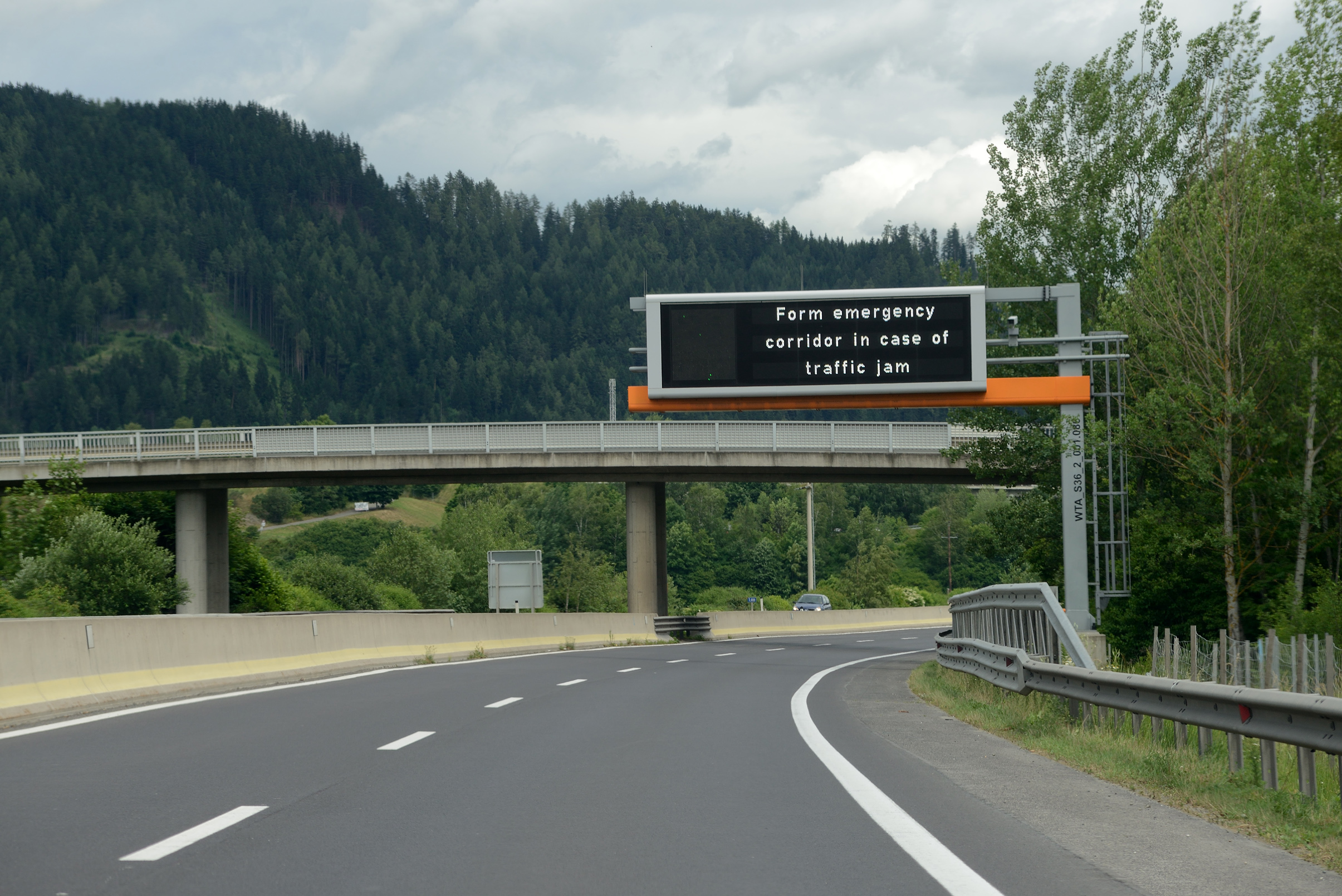
Mehrsprachige Informationstafel zur Bildung der Rettungsgasse an der Murtal Schnellstraße, Österreich. Hier mit dem englischen Hinweis: Form emergency corridor in case of traffic jam, (‚Bei Stau Rettungsgasse bilden‘).

In Österreich wurde die Rettungsgasse zum 1. Jänner 2012 verpflichtend eingeführt.

„Stockt der Verkehr auf einer Richtungsfahrbahn in einem Abschnitt mit mindestens zwei Fahrstreifen, so müssen Fahrzeuge für die Durchfahrt von Einsatzfahrzeugen in der Mitte zwischen den Fahrstreifen, in Abschnitten mit mehr als zwei Fahrstreifen zwischen dem äußerst linken und dem daneben liegenden Fahrstreifen, eine freie Gasse bilden (Rettungsgasse); diese Gasse darf, außer von Einsatzfahrzeugen, nur von Fahrzeugen des Straßendienstes und Fahrzeugen des Pannendienstes benützt werden.“

Die Rettungsgasse ist auf baulich eigenständigen Richtungsfahrbahnen mit mindestens zwei Fahrstreifen für die betreffende Fahrtrichtung bei Staubildung verpflichtend und ist generell immer zwischen der äußerst linken und der nächsten daneben liegenden Spur zu bilden. Der Pannenstreifen darf beim Ausweichen nach rechts mitbenutzt werden, sofern es notwendig ist, eine ausreichend breite Rettungsgasse zu bilden. Prinzipiell sollte man aber versuchen, den Pannenstreifen so weit wie möglich freizuhalten.

Bildung einer Rettungsgasse in Österreich, falls dazu die Verwendung des Standstreifens notwendig ist
Rettungsgasse wird gebildet
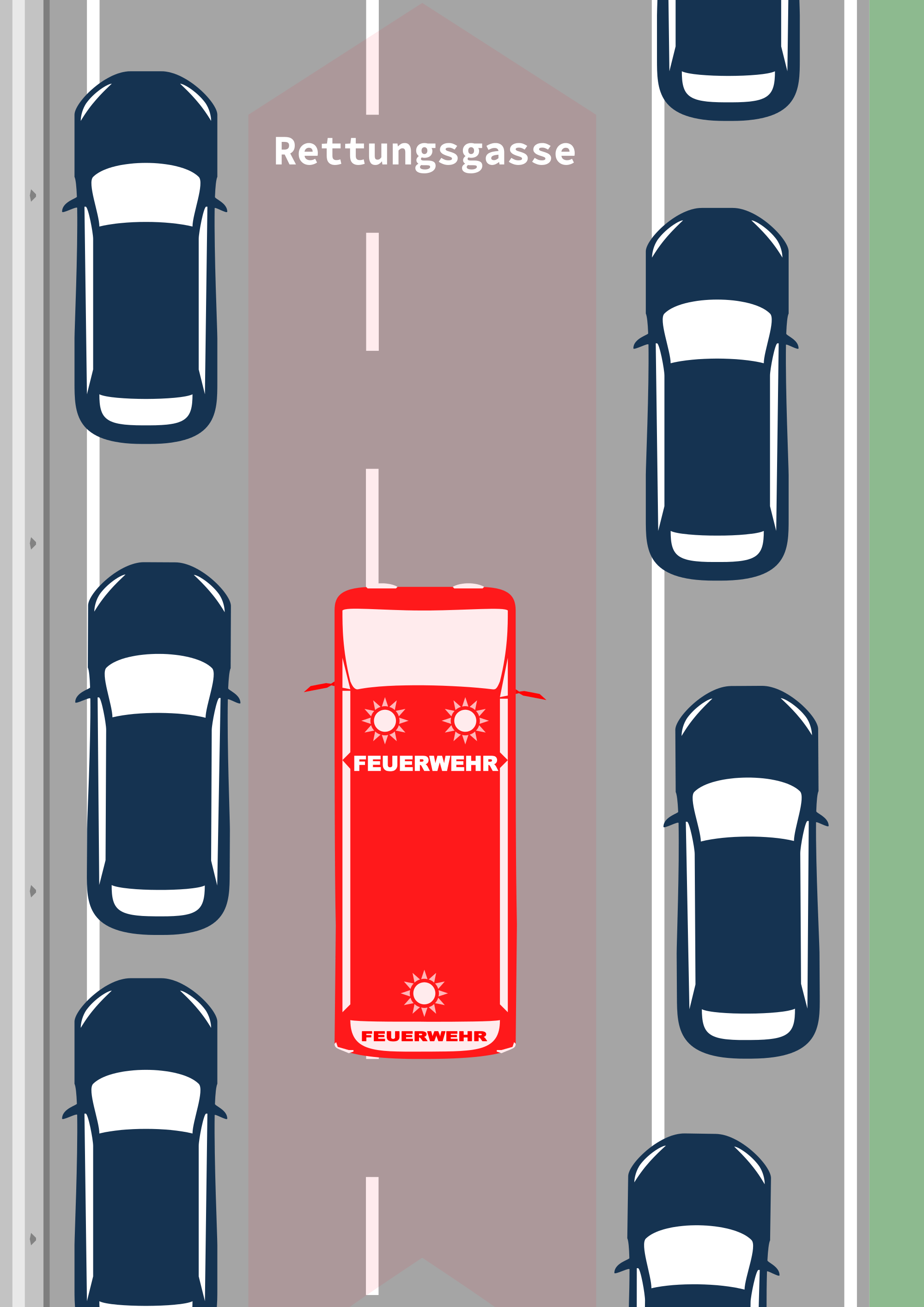
Rettungsgasse bei zwei Fahrspuren und Verwendung des Standstreifens
Rettungsgasse bei drei Fahrspuren und Verwendung des Standstreifens
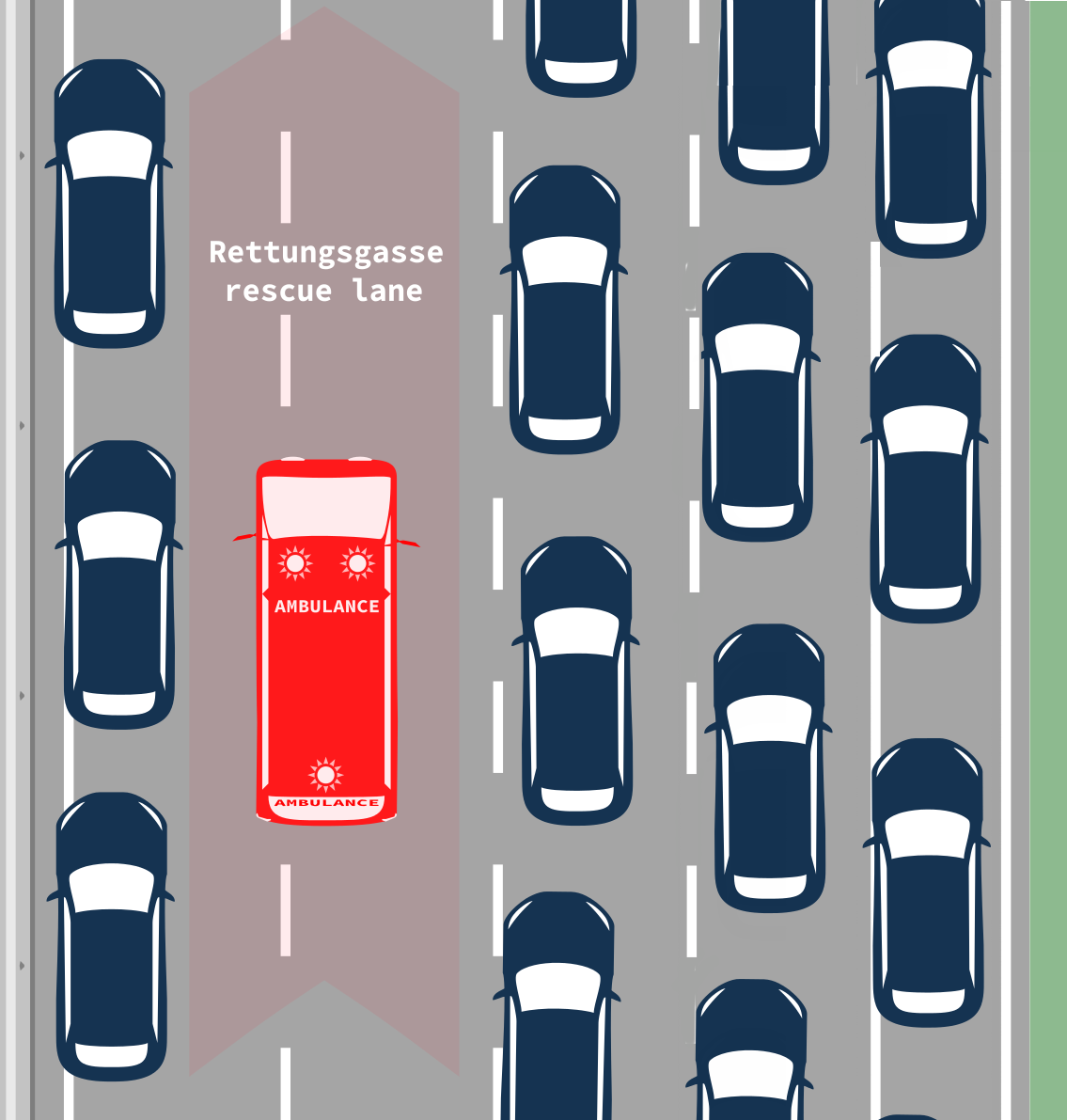
Rettungsgasse bei vier Fahrspuren und Verwendung des Standstreifens

### Geltungsbereich
In Österreich gilt die Vorschrift für alle mehrspurigen Fahrbahnen, die von der Gegenseite abgegrenzt sind, unabhängig davon – im Gegensatz zur Vorschrift in Deutschland – ob sie sich innerorts oder außerorts befinden.
Das betrifft hauptsächlich die Autobahnen und Schnellstraßen, die in den Kompetenzbereich der ASFINAG fallen. Zusätzlich fallen auch andere Straßenstücke in diese Regelung, wie ein Teil der Kremser Straße, die als Schnellstraße errichtet wurde, aber eine Rückwidmung erfuhr. In diesen Fällen ist dann die jeweilige Landesregierung auch für die Vermittlung und Information zuständig.
Die ASFINAG stellt Informationsbroschüren zur Bildung der Rettungsgasse in Österreich in acht Sprachen online zur Verfügung.
- Infofolder „Rettungsgassenfolder“ (deutsch)
- Folder „emergency corridor“ (englisch)
- Složku „núdzový pruh“ (slowakisch)
- Portfelj „prostor za rešilno pot“ (slowenisch)
- Portfolió „Lane mentési“ (ungarisch)
- Složku „průjezd pro záchranáře“ (tschechisch)
- Cartella „Strada per la salvezza“ (italienisch)
- Dossier „Couloir de secours“ (französisch)

### Strafen
Ein Übertreten der Verwaltungsvorschrift wird mit entsprechenden Geldstrafen sanktioniert.

„Eine Verwaltungsübertretung begeht und ist mit einer Geldstrafe von 72 Euro bis 2180 Euro, im Fall ihrer Uneinbringlichkeit mit Freiheitsstrafe von 24 Stunden bis sechs Wochen, zu bestrafen, wer als Lenker eines Fahrzeuges
a) trotz Vorliegens der Voraussetzungen keine Rettungsgasse bildet, wenn damit eine Behinderung von Einsatzfahrzeugen, Fahrzeugen des Straßendienstes oder Fahrzeugen des Pannendienstes verbunden ist,
b) verbotenerweise eine Rettungsgasse befährt, wenn damit eine Behinderung von Einsatzfahrzeugen, Fahrzeugen des Straßendienstes oder Fahrzeugen des Pannendienstes verbunden ist.“

Das Nichtbilden der Rettungsgasse wird mit bis zu 726 Euro geahndet. Wer dabei Einsatzfahrzeuge behindert, muss mit einer Sanktion von bis zu 2180 Euro rechnen. In Österreich sind weite Teile der Autobahnen videoüberwacht. Die Betreibergesellschaft Asfinag hat die Möglichkeit, im Nachhinein das Material zu sichten und Autofahrer, die die Einsatzkräfte behindert haben, zu melden, was mit entsprechenden Verwaltungsstrafen sanktioniert wird.
Eine Paketzustellerin der Post, die die in einem Stau gebildete Rettungsgasse auf der Tauernautobahn im November 2017 nutzte, um mit dem Kastenwagen gegen die vorgeschriebene Fahrtrichtung fahrend dem Stau zu entweichen, wurde auch in 2. Instanz strafrechtlich von der Gefährdung der körperlichen Sicherheit freigesprochen, doch musste sie 6 Monate ihren Führerschein abgeben und eine Verwaltungsstrafe bezahlen.
Seit 2019 handelt es sich beim unerlaubten Befahren der Rettungsgasse um ein Vormerkdelikt.

### Kritik
Ein halbes Jahr nach der Einführung wurde kritisiert, dass die Bildung der Rettungsgasse noch nicht funktioniere und die Rettungsfahrzeuge bei der Zufahrt zu den Einsatzstellen behindert werden. Zudem benutzten immer wieder Autofahrer selbst die freie Spur, um so dem Stau zu entkommen. Von offiziellen Stellen wurde jedoch beteuert, dass es eine Verbesserung gebe. Von manchen wurde auch politischer Druck zur raschen Gesetzwerdung der Rettungsgasse behauptet.
Aufgrund der kontroversen Diskussion in der Öffentlichkeit wurde der Ausdruck Rettungsgasse von einer Grazer Jury zum Wort des Jahres 2012 gewählt.
Neuerlich in die Kritik kam die Rettungsgasse im März 2013, sowohl von Befürwortern als auch von Gegnern, nach einer Massenkarambolage von 100 Fahrzeugen auf der A1 im Raum St. Pölten. Eine neue Beschilderung durch die ASFINAG soll die Information über die Rettungsgasse verbessern, da sich Einsatzfahrzeuge insbesondere im Bereich von Auffahrten noch ihren Weg bahnen müssen. Anfang April 2013 wurde vorgeschlagen, die Einhaltung der Rettungsgasse mittels bereits vorhandener Verkehrsüberwachungssysteme zu überwachen, um Verstöße leichter ahnden zu können.
Kritik übte drei Jahre nach Einführung der Rechnungshof an der Projektführung der ASFINAG. Die Kosten betrugen 4,62 Millionen Euro, wobei aber keinerlei Ausschreibungen bei den Beratungsleistungen durchgeführt wurden. Auch der ursprüngliche angeführte Nutzen einer schnelleren Einsatzzeit konnte nirgends nachgewiesen werden.
Im Jahr 2017 versuchten Beamte des österreichischen Innenministeriums wissenschaftlich nachzuweisen, ob die Einsatzkräfte schneller am Einsatzort wären. Dieser Nachweis gelang ebenso wie jener durch Evaluierung des Kuratoriums für Verkehrssicherheit nicht. Laut diesem Bericht von Jänner 2014 kommen in 58 % der Fälle die Feuerwehrfahrzeuge durch Behinderungen zum Stillstand.
Eine Evaluationsstudie zur Rettungsgasse, die vom Österreichischen Verkehrssicherheitsfonds (VSF) im Bundesministerium für Verkehr, Innovation und Technologie in Auftrag gegeben wurde, empfiehlt folgende Maßnahmen zur Optimierung der Funktion der Rettungsgasse:
- Legislative Maßnahmen
- Bewusstseinsbildung
- Überwachung
- Infrastruktur
- Forschungsbedarf.

### Historie
Bis Ende 2011 war für Einsatzfahrzeuge der Pannenstreifen freizuhalten. Gemäß § 46 Abs. 4, lit. d der österreichischen Straßenverkehrsordnung ist es auf der Autobahn verboten, den Pannenstreifen zu befahren. Ausgenommen sind Fahrzeuge des Straßendienstes, der Straßenaufsicht und des Pannendienstes. Seit einem schweren Unfall im Jahr 1985 bei Amstetten auf der West Autobahn gab es die Diskussion über die Gesetzesänderung zur Einführung der Rettungsgasse. Diese Diskussion wurde vor allem von der Feuerwehr, dem Roten Kreuz und anderen Einsatzorganisationen getragen. In Österreich forderte die ASFINAG dazu auf, auch den Pannenstreifen zur Bildung der Rettungsgasse – und nicht als Rettungsgasse – zu benutzen. Das Befahren des Pannenstreifens zur Bildung der Rettungsgasse war jedoch in der österreichischen StVO von 1960 nicht vorgesehen.
Die aktuelle Regelung trat wie geplant zu Beginn 2012 in Kraft, nachdem Verkehrsministerin Doris Bures dies im November 2010 angekündigt hatte und 2011 die gesetzlichen Grundlagen über die Rettungsgasse im § 46 Abs. 6 der StVO für die Autobahnen und Schnellstraßen, sowie im § 47 für die Autostraßen geschaffen wurden.
Nur wenige Tage nach der Angelobung der Bundesregierung Kurz I kam die Rettungsgasse wieder ins Gerede, da der neue Infrastrukturminister Norbert Hofer sie in Frage stellte und ihre Sinnhaftigkeit untersuchen möchte. Dem widersprachen unisono die Einsatzorganisationen.

## Rettungsgasse in der Schweiz
Das Strassenverkehrsgesetz definiert, dass den „Feuerwehr-, Sanitäts-, Polizei- und Zollfahrzeugen … beim Wahrnehmen der besonderen Warnsignale die Strasse sofort freizugeben [ist]. Fahrzeuge sind nötigenfalls anzuhalten.“ (Art. 27 Abs. 2 SVG). 
Seit 1. Januar 2021 legt Art. 36 Abs. 7 Verkehrsregelnverordnung (VRV) fest, auf Autobahnen und Autostrassen bei Schrittgeschwindigkeit oder Stau eine Rettungsgasse in der Mitte zwischen zwei Fahrstreifen, bei drei- oder mehrspurigen Fahrbahnen zwischen dem linken äusseren und dem zweiten Fahrstreifen von links zu bilden. Verstösse sind in Art. 96 mit Busse bedroht.
Auf Baustellenbereichen, an denen kein Platz zur Bildung einer Rettungsgasse vorhanden ist, sind Rettungsfahrzeuge angewiesen, die Logistikspur in der Mitte der Baustelle zu benutzen. Bei der Logistikspur handelt es sich um diejenige Spur, die Baustellenfahrzeuge benutzen, um von der Autobahn zur Baustelle bzw. wieder zurück zu gelangen. Die Nutzung solcher Spuren und zugehörigen An- und Abfahrten durch Rettungsfahrzeuge gehören zwingend zum Notfallkonzept einer Baustelle.
Auch wenn das Befahren des Pannenstreifens in der Regel verboten ist (Art. 36 Abs. 3 VRV), darf zur Rettungsgassenbildung notfalls auf den Pannenstreifen ausgewichen werden.
In der Schweiz haben die Motorradfahrer ihren Platz in der Fahrzeugkolonne beizubehalten, wenn der Verkehr angehalten wird (Art. 47 Abs. 2 Strassenverkehrsgesetz SVG).

## Rettungsgasse in weiteren Ländern
Das Prinzip der Rettungsgasse stammt aus den 1970er Jahren, als es in den ersten europäischen Ländern eingeführt wurde. Es gelten unterschiedliche Regelungen in den einzelnen Ländern.

### Allgemeine Kritik
Deutsche Unfallchirurgen kritisieren länderspezifische Unterschiede und fordern einheitliche und einfachere Regeln, um Verunsicherungen der Autofahrer zu vermeiden.

### Belgien
Ab 1. Oktober 2020 gibt es in Belgien eine direkte Regelung zur Bildung einer Rettungsgasse wie in Deutschland.
Nach einer Information des ADAC sei Vorbeischlängeln mit Motorrädern an stehenden oder langsam fahrenden Fahrzeugkolonnen in Belgien inzwischen erlaubt. Hierbei dürfe jedoch eine Höchstgeschwindigkeit von 50 km/h nicht überschritten werden. Die Geschwindigkeitsdifferenz zwischen Motorrad und zu überholendem, langsam fahrenden Fahrzeug dürfe nicht mehr als 20 km/h betragen.

### Frankreich
In Frankreich gibt es keine direkte Regelung zu einer Rettungsgasse, Einsatzfahrzeugen muss jedoch die Möglichkeit zum Passieren gegeben werden.

### Großbritannien
In Großbritannien wird der Seitenstreifen (engl.: hard shoulder, Seitenstreifen) als Rettungsgasse verwendet, der sich – bedingt durch den Linksverkehr – ganz links befindet. Dennoch ist der Seitenstreifen seit Einführung der sogenannten Smart Motorways auf vielen Strecken durch eine regelmäßig befahrene Fahrspur ersetzt worden.

### Italien
In Italien gibt es keine Regelung zur Rettungsgasse. Auf Autobahnen und Schnellstraßen ist meist eine Notspur vorhanden (ganz rechts und durch eine durchgehend weiße Linie abgetrennt), welche im Falle eines Staus für Einsatzfahrzeuge freigelassen werden muss.
Sollte diese nicht vorhanden sein, muss der Weg für eventuelle Einsatzfahrzeuge anderweitig freigemacht werden.

### Kanada
In Kanada gibt es keine Vorschrift zur Bildung einer Rettungsgasse, Einsatzfahrzeugen muss jedoch die Möglichkeit zum Passieren gegeben werden. Dabei ist nicht festgelegt, ob Verkehrsteilnehmer bei der Annäherung von Einsatz- oder Rettungskräften nach rechts oder links ausweichen sollen. Das Move-over-law (engl.: Ausweichvorschrift) besagt lediglich, dass Verkehrsteilnehmer, die sich einer Unfallstelle nähern, einen Sicherheitsabstand zu den Rettungskräften einhalten müssen (Corridor de sécurité, franz.: Sicherheitskorridor), um diese nicht zu gefährden. Je nach Bundesstaat und Verkehrssituation gibt es geringfügig abweichende Regelungen, beispielsweise, wie die Geschwindigkeit während der Vorbeifahrt reduziert werden muss oder ob die benachbarte Fahrspur befahren werden darf oder auch diese frei bleiben muss. Bei Nichtbefolgung drohen beispielsweise in Québec eine Geldbuße von 200 $ bis 300 $ und 4 Punkte in der Verkehrssünderkartei. In British Columbia ist festgelegt, dass der Verkehrsteilnehmer zum nächsten Straßenrand fahren und stoppen muss.

### Kroatien
In Kroatien wurde mit 30. Juli 2022 eine direkte Regelung eingeführt. Ähnlich wie in anderen Ländern, gilt es auf Straßen ab zwei Fahrspuren bei Staubildung, Einsatzfahrzeugen durch Schaffen einer Rettungsgasse die Durchfahrt zu ermöglichen.

### Niederlande
In den Niederlanden gibt es keine direkte Regelung zu einer Rettungsgasse, Einsatzfahrzeugen muss jedoch die Möglichkeit zum Passieren gegeben werden.
Einsatzfahrzeuge dürfen den Standstreifen verwenden. Durch die Bildung einer Rettungsgasse und das Befahren des Seitenstreifens können Einsatzfahrzeuge in den Niederlanden behindert werden, was zu gefährlichen Situationen führen kann. Dennoch ist die Bildung einer Rettungsgasse an einigen Stellen durch ein Verkehrszeichen vorgeschrieben.

### Polen
In Polen laufen Appelle der Polizei und Feuerwehr zur Bildung einer Rettungsgasse (poln.: Korytarz ratunkowy, „Rettungskorridor“), ebenso eine diesbezügliche Petition, jedoch gibt es keine entsprechende Vorschrift in der polnischen Straßenverkehrsordnung. Jedoch drohen nach Art. 9 des Straßenverkehrsgesetzes allgemein bei Behinderung von Einsatzkräften ein Bußgeld von 500 Złoty (etwa 118 Euro) und fünf Punkte in der Verkehrssünderkartei. In gravierenden Fällen kann es zu Schadensersatzforderungen bis hin zu Strafanzeigen kommen.

### Slowenien
In Slowenien gibt es keine explizite Anweisung zur Bildung einer Rettungsgasse, bei Stau muss aber auch für Rettungs- und Einsatzfahrzeuge eine Spur frei bleiben. Das System orientiert sich an der deutsch/österreichischen Regelung.

### Spanien
In Spanien gibt es keine direkte Regelung zu einer Rettungsgasse, Einsatzfahrzeugen muss jedoch die Möglichkeit zum Passieren gegeben werden. 2013 begann eine Diskussion darüber, nach dem Muster einiger anderer europäischer Staaten auch in Spanien das System einer Rettungsgasse (span.: corredor de emergencia) einzuführen.

### Tschechien
In Tschechien ist die Rettungsgasse (tschechisch průjezdný jízdní pruh, übersetzt: Durchfahrtstreifen) seit Oktober 2018 genau so wie in Deutschland und Österreich zu bilden:
Ein freier Fahrstreifen von mindestens 3 Metern ist auf Autobahnen sowie Schnellstraßen mit zwei Fahrstreifen in einer Richtung beim Stillstand vorsorglich zu bilden, jeweils zwischen dem äußerst linken und dem rechts daneben befindlichen Fahrstreifen.
Bei Einführung der Rettungsgasse 2005, als durch das Gesetz 411/2005 Sb. der § 41 der tschechischen Straßenverkehrsordnung um einen neuen entsprechenden Absatz ergänzt wurde, war die Regelung für Straßen mit mehr als zwei Spuren anders als heute: Sie war damals zwischen dem äußerst rechten und dem links daneben befindlichen Fahrstreifen zu bilden.

### Ungarn
In Ungarn ist die Rettungsgasse (ungarisch mentősáv, übersetzt etwa Rettungsstreifen) seit 1. September 2012 auf Autobahnen in § 37 Abs. 8 vorgeschrieben. Die Bildung einer Rettungsgasse entspricht der alten österreichischen Regelung, wonach dabei der Pannenstreifen befahren werden soll.

### Vereinigte Staaten
In den USA gibt es keine Vorschrift zur Bildung einer Rettungsgasse. Verkehrsteilnehmer müssen erst bei der Annäherung von Einsatz- und Rettungsfahrzeugen, die blaues beziehungsweise rotes Rundumlicht und Sirene eingeschaltet haben, diesen Fahrzeugen den Weg räumen, indem sie den Fahrstreifen wechseln. Dabei ist nicht festgelegt, ob sie nach rechts oder links ausweichen sollen. Das Move-over-law (engl.: Ausweichvorschrift) besagt lediglich, dass Verkehrsteilnehmer, die sich einer Unfallstelle nähern, auch die daneben liegenden Fahrspuren nach Möglichkeit nicht befahren dürfen und die Geschwindigkeit reduzieren müssen, um damit einen Sicherheitsabstand zu den Rettungskräften zu bilden und sie nicht zu gefährden. Je nach Bundesstaat gibt es geringfügig abweichende Regelungen, beispielsweise, ob die Geschwindigkeit um 15 mph oder um 20 mph gegenüber der jeweils zulässigen Höchstgeschwindigkeit während der Vorbeifahrt reduziert werden muss.